# Resultados e estatísticas do Campeonato Brasileiro de Futebol
Esta é uma lista com resultados e estatísticas do Campeonato Brasileiro de Futebol.

## Sobre campeões
No período em que o Campeonato Brasileiro era disputado em sistema eliminatório (1959-1968 TB), foram campeões invictos, Palmeiras (1960), Santos (1963, 1964 e 1965) e Cruzeiro (1966). No período em que era adotado sistemas mistos (1937; 1967 RGP-2002), o único campeão invicto foi o Internacional em 1979. Desde que passou para o sistema de "todos contra todos" (2003), nenhuma equipe conseguiu ser campeã invicta.
Sobre títulos consecutivos, a sequência máxima obtida ao longo da competição foi o pentacampeonato do Santos (1961-62-63-64-65). Afora isso, houve o tricampeonato do São Paulo (2006-07-08) e diversos bicampeonatos consecutivos: o Palmeiras alcançou quatro vezes (1967, 1972-73, 1993-94 e 2022-23), o Flamengo por duas vezes (1982-83 e 2019-20), enquanto que tal feito foi conseguido uma vez pelo Internacional (1975-76), pelo Corinthians (1998-99) e pelo Cruzeiro (2013-14).
Por 27 vezes o campeão brasileiro também venceu o campeonato estadual no mesmo ano: 5 vezes o Santos (1961, 1962, 1964, 1965 e 1968), 5 vezes o Palmeiras (1972, 1993, 1994, 2022 e 2023), o Cruzeiro (1966, 2003 e 2014) e o Flamengo (2009, 2019 e 2020), 2 vezes o Internacional (1975 e 1976), o Bahia (1959 e 1988), o Fluminense (1984 e 2012) e o Corinthians (1999 e 2017), e 1 vez o Botafogo (1968), o São Paulo (1991), o Grêmio (1996), o Atlético Paranaense (2001) e o Atlético Mineiro (2021).
A última vez que todos os dezessete clubes campeões brasileiros da Série A disputaram uma mesma edição foi em 2001, quando 28 clubes participaram da competição, justamente no ano que consagrou o décimo sétimo e último campeão inédito, o Athletico Paranaense.

## Campeões

### Tríplices e quádruplas envolvendo o Brasileirão
1. Em 1962, o Santos conquistou Campeonato Paulista, Campeonato Brasileiro, Copa Libertadores e Copa Intercontinental.[2]
2. Em 1963, o Santos conquistou Torneio Rio-São Paulo, Campeonato Brasileiro, Copa Libertadores e Copa Intercontinental.[2]
3. Em 1964, o Santos conquistou Campeonato Paulista, Torneio Rio-São Paulo e Campeonato Brasileiro.[3][4]
4. Em 1968, o Santos conquistou Campeonato Paulista, Campeonato Brasileiro (RGP) e Recopa dos Campeões Intercontinentais.[2]
5. Em 1968, o Botafogo conquistou Taça Guanabara (na época, torneio independente), Campeonato Carioca e Campeonato Brasileiro (TB).[5][6][7]
6. Em 1993, Palmeiras conquistou Campeonato Paulista, Torneio Rio-São Paulo e Campeonato Brasileiro.[8]
7. Em 1996, o Grêmio conquistou Campeonato Gaúcho, Recopa Sul-Americana e Campeonato Brasileiro.[9]
8. Em 2003, o Cruzeiro conquistou Campeonato Mineiro, Copa do Brasil e Campeonato Brasileiro.[8]
9. Em 2019, o Flamengo conquistou Campeonato Carioca, Campeonato Brasileiro e Copa Libertadores.[10][11][12]
10. Em 2020, o Flamengo conquistou Campeonato Carioca, Supercopa do Brasil, Recopa Sul-Americana e Campeonato Brasileiro.[8]
11. Em 2021, o Atlético Mineiro conquistou Campeonato Mineiro, Campeonato Brasileiro e Copa do Brasil.[13]
12. Em 2022, o Palmeiras conquistou Campeonato Paulista,  Recopa Sul-Americana e Campeonato Brasileiro.[14]
13. Em 2023, o Palmeiras conquistou Campeonato Paulista, Supercopa do Brasil e Campeonato Brasileiro.[15]

### Campeões por década
Essa questão sobre o consenso do que seria década citada abaixo já não existe no artigo específico da Wikipédia (em destaque acima), e a questão foi acrescentada sem passar pela página de discussão desse artigo, onde estava sendo debatida, de modo que considere o início como no ano zero como anos tais e não como a década em si, que começa sempre no ano com final 1.
Por conta de não haver um consenso sobre se "década" termina no ano 9 ou no ano 0 (como em 2019 ou 2020), para não causar controvérsias para fins estatísticos, será considerado, nesta seção, "décadas" para décadas ordinais, começando no ano 1 e terminando no ano 0 (como em 2001 a 2010) e "Anos" para décadas cardinais, começando em 0 e terminando em 9 (como em anos 1980, de 1980 a 1989).
Considerando década começando no ano 0 e terminando em ano 9 (como em 1980 a 1989), o Flamengo é o único clube a ser campeão brasileiro em cinco décadas diferentes (foi campeão nos anos 1980, 1990, 2000, 2010 e 2020). Em se considerando década começando no ano 1 e terminando em ano 0 (como em 1971 a 1980), o Flamengo e o Palmeiras são os 2 únicos clubes a serem campeões em cinco décadas diferentes, mas somente o Flamengo em 5 décadas consecutivas (o Flamengo foi campeão nas anos 1970, 1980, 1990, 2000 e 2010, e o Palmeiras foi campeão nos anos 1960, 1970, 1990, 2000 e 2010).
| Clube            | Títulos |
| ---------------- | ------- |
| Atlético Mineiro | 1       |

| Clube             | Títulos |
| ----------------- | ------- |
| Bahia e Palmeiras | 1       |

| Clube | Títulos |
| ----- | ------- |
| Bahia | 1       |

| Clube                           | Títulos |
| ------------------------------- | ------- |
| Santos                          | 6       |
| Palmeiras                       | 3       |
| Cruzeiro, Botafogo e Fluminense | 1       |

| Clube              | Títulos |
| ------------------ | ------- |
| Santos             | 6       |
| Palmeiras          | 4       |
| Cruzeiro, Botafogo | 1       |

| Clube                                                          | Títulos |
| -------------------------------------------------------------- | ------- |
| Internacional                                                  | 3       |
| Palmeiras                                                      | 2       |
| Atlético Mineiro, Vasco da Gama, São Paulo, Guarani e Flamengo | 1       |

| Clube                                                            | Títulos |
| ---------------------------------------------------------------- | ------- |
| Internacional                                                    | 3       |
| Palmeiras                                                        | 2       |
| Atlético Mineiro, Vasco da Gama, São Paulo, Guarani e Fluminense | 1       |

| Clube                                                                              | Títulos |
| ---------------------------------------------------------------------------------- | ------- |
| Flamengo                                                                           | 2       |
| Grêmio, Fluminense, Coritiba, São Paulo, Sport, Bahia, Vasco da Gama e Corinthians | 1       |

| Clube                                                                 | Títulos |
| --------------------------------------------------------------------- | ------- |
| Flamengo                                                              | 3       |
| Grêmio, Fluminense, Coritiba, São Paulo, Sport, Bahia e Vasco da Gama | 1       |

| Clube                                  | Títulos |
| -------------------------------------- | ------- |
| Corinthians, Palmeiras e Vasco da Gama | 2       |
| São Paulo, Flamengo, Botafogo e Grêmio | 1       |

| Clube                                                 | Títulos |
| ----------------------------------------------------- | ------- |
| Corinthians                                           | 3       |
| Palmeiras                                             | 2       |
| São Paulo, Flamengo, Botafogo, Grêmio e Vasco da Gama | 1       |

| Clube                                                             | Títulos |
| ----------------------------------------------------------------- | ------- |
| São Paulo                                                         | 3       |
| Santos                                                            | 2       |
| Atlético Paranaense, Cruzeiro, Corinthians, Flamengo e Fluminense | 1       |

| Clube                                                                | Títulos |
| -------------------------------------------------------------------- | ------- |
| São Paulo                                                            | 3       |
| Santos                                                               | 2       |
| Atlético Paranaense, Cruzeiro, Corinthians, Flamengo e Vasco da Gama | 1       |

| Clube                          | Títulos |
| ------------------------------ | ------- |
| Corinthians                    | 3       |
| Cruzeiro, Palmeiras e Flamengo | 2       |
| Fluminense                     | 1       |

| Clube                          | Títulos |
| ------------------------------ | ------- |
| Corinthians                    | 3       |
| Cruzeiro, Palmeiras e Flamengo | 2       |
| Fluminense                     | 1       |

| Clube                            | Títulos |
| -------------------------------- | ------- |
| Corinthians                      | 3       |
| Cruzeiro, Fluminense e Palmeiras | 2       |
| Flamengo                         | 1       |

| Clube                       | Títulos |
| --------------------------- | ------- |
| Palmeiras                   | 2       |
| Atlético Mineiro e Botafogo | 1       |

| Clube                       | Títulos |
| --------------------------- | ------- |
| Palmeiras                   | 2       |
| Atlético Mineiro e Botafogo | 1       |

| Clube                                 | Títulos |
| ------------------------------------- | ------- |
| Palmeiras                             | 2       |
| Flamengo, Atlético Mineiro e Botafogo | 1       |

### Maiores sequências de títulos por estado
| Estado         | Período   | Títulos seguidos | Clubes                                                 |
| -------------- | --------- | ---------------- | ------------------------------------------------------ |
| São Paulo      | 1960–1965 | 6                | Palmeiras (1960) e Santos (1961-65)                    |
| São Paulo      | 2004–2008 | 5                | Santos (2004), Corinthians (2005), São Paulo (2006-08) |
| São Paulo      | 1967–1969 | 4                | Palmeiras (1967 e 1969) e Santos (1968)                |
| São Paulo      | 2015–2018 | 4                | Corinthians (2015 e 2017) e Palmeiras (2016 e 2018)    |
| Rio de Janeiro | 1982–1984 | 3                | Flamengo (1982-83) e Fluminense (1984)                 |

### Maiores jejuns de títulos
Contando os maiores períodos entre um título e outro.
| Pos. | Clube            | Período         | Jejum                       |
| ---- | ---------------- | --------------- | --------------------------- |
| 1º   | Atlético Mineiro | 1971–2021       | 49 anos, 11 meses e 13 dias |
| 2º   | Guarani          | 1978–atualmente | 46 anos, 8 meses e 7 dias   |
| 3º   | Internacional    | 1979–atualmente | 45 anos, 3 meses e 28 dias  |
| 4º   | Coritiba         | 1985–atualmente | 39 anos, 8 meses e 20 dias  |
| 5º   | Cruzeiro         | 1966–2003       | 36 anos, 11 meses e 23 dias |
| 6º   | Sport            | 1987–atualmente | 37 anos, 2 meses e 13 dias  |
| 7º   | Bahia            | 1988-atualmente | 35 anos, 3 meses e 16 dias  |
| 8º   | Atlético Mineiro | 1937-1971       | 34 anos, 10 meses e 16 dias |
| 9º   | Santos           | 1968–2002       | 34 anos e 5 dias            |
| 10º  | Botafogo         | 1995–2024       | 28 anos, 11 meses e 21 dias |

## Sobre melhores campanhas

### Em sistemas mistos
Durante o período entre 1967 e 2002, em que era adotado sistemas mistos, os campeões com melhor desempenho foram:
| Pos. | Clube         | Ano  | J  | V  | E  | D | %     |
| ---- | ------------- | ---- | -- | -- | -- | - | ----- |
| 1.º  | Internacional | 1976 | 23 | 19 | 1  | 3 | 84,1% |
| 2.º  | Internacional | 1979 | 23 | 16 | 7  | 0 | 79,7% |
| 3.º  | Palmeiras     | 1993 | 22 | 16 | 4  | 2 | 78,8% |
| 4.º  | Flamengo      | 1982 | 23 | 15 | 6  | 2 | 73,9% |
| 5.º  | Santos        | 1968 | 19 | 12 | 4  | 3 | 73,7% |
| 6.º  | Flamengo      | 1980 | 22 | 14 | 6  | 2 | 72,7% |
| 7.º  | Palmeiras     | 1973 | 40 | 25 | 12 | 3 | 72,5% |
| 8.º  | Internacional | 1975 | 30 | 19 | 8  | 3 | 72,2% |
| 9.º  | Palmeiras     | 1994 | 31 | 20 | 6  | 5 | 71,0% |
| 10.º | Guarani       | 1978 | 32 | 20 | 8  | 4 | 70,8% |

### Em pontos corridos
A partir de 2003, quando o Campeonato Brasileiro passou a ser disputado no sistema de pontos corridos, os campeões com melhor desempenho foram:
| Pos. | Clube            | Ano  | J  | V  | E  | D | %     |
| ---- | ---------------- | ---- | -- | -- | -- | - | ----- |
| 1.º  | Flamengo         | 2019 | 38 | 28 | 6  | 4 | 78,9% |
| 2.º  | Atlético Mineiro | 2021 | 38 | 26 | 6  | 6 | 73,7% |
| 3.º  | Cruzeiro         | 2003 | 46 | 31 | 7  | 8 | 72,5% |
| 4.º  | Corinthians      | 2015 | 38 | 24 | 9  | 5 | 71,1% |
| 5.º  | Palmeiras        | 2022 | 38 | 23 | 12 | 3 | 71,1% |
| 6.º  | Cruzeiro         | 2014 | 38 | 24 | 8  | 6 | 70,2% |
| 6.º  | Palmeiras        | 2016 | 38 | 24 | 8  | 6 | 70,2% |
| 8.º  | Palmeiras        | 2018 | 38 | 23 | 11 | 4 | 70,2% |
| 9.º  | Botafogo         | 2024 | 38 | 23 | 10 | 5 | 69,3% |
| 10.º | São Paulo        | 2006 | 38 | 22 | 12 | 4 | 68,4% |

- O Flamengo detém ao mesmo tempo o melhor e o pior aproveitamento de um campeão brasileiro desde 2003, com 59% (19 vitórias, 10 empates e 9 derrotas) na edição de 2009 e 78,9% (28 vitórias, 6 empates e 4 derrotas) de na edição de 2019.

### Temporadas entre os quatro primeiros
Durante as 69 edições do Campeonato Brasileiro, realizadas entre 1937 e 2024, 33 equipes diferentes terminaram o torneio entre os quatro primeiros colocados.
| Total G4 | Clubes               | Participações | 1.º | 2.º | 3.º | 4.º |
| -------- | -------------------- | ------------- | --- | --- | --- | --- |
| 26       | Palmeiras            | 61            | 12  | 5   | 2   | 7   |
| 22       | Grêmio               | 64            | 2   | 4   | 9   | 7   |
| 21       | Internacional        | 58            | 3   | 8   | 7   | 3   |
| 21       | Atlético Mineiro     | 62            | 3   | 5   | 8   | 5   |
| 20       | Santos               | 63            | 8   | 8   | 3   | 1   |
| 20       | Corinthians          | 56            | 7   | 3   | 4   | 6   |
| 20       | São Paulo            | 57            | 6   | 6   | 3   | 5   |
| 18       | Cruzeiro             | 61            | 4   | 5   | 6   | 3   |
| 17       | Fluminense           | 58            | 4   | 1   | 6   | 6   |
| 16       | Flamengo             | 58            | 7   | 3   | 4   | 2   |
| 12       | Vasco da Gama        | 55            | 4   | 4   | 2   | 2   |
| 12       | Botafogo             | 59            | 3   | 3   | 2   | 4   |
| 5        | Bahia                | 51            | 2   | 2   | 0   | 1   |
| 5        | Guarani              | 29            | 1   | 2   | 2   | 0   |
| 5        | Náutico              | 34            | 0   | 1   | 2   | 2   |
| 4        | Athletico Paranaense | 48            | 1   | 1   | 1   | 1   |
| 4        | Fortaleza            | 26            | 0   | 2   | 0   | 2   |
| 3        | Coritiba             | 42            | 1   | 0   | 1   | 1   |
| 3        | São Caetano          | 7             | 0   | 2   | 0   | 1   |
| 3        | Portuguesa           | 36            | 0   | 1   | 0   | 2   |
| 2        | Sport                | 42            | 1   | 0   | 0   | 1   |
| 2        | Vitória              | 40            | 0   | 1   | 1   | 0   |
| 2        | Bangu                | 11            | 0   | 1   | 0   | 1   |
| 2        | Bragantino           | 14            | 0   | 1   | 0   | 1   |
| 2        | America              | 20            | 0   | 0   | 1   | 1   |
| 2        | Goiás                | 43            | 0   | 0   | 1   | 1   |
| 2        | Santa Cruz           | 24            | 0   | 0   | 0   | 2   |
| 1        | Rio Branco-ES        | 13            | 0   | 0   | 1   | 0   |
| 1        | Brasil de Pelotas    | 4             | 0   | 0   | 1   | 0   |
| 1        | Ceará                | 26            | 0   | 0   | 1   | 0   |
| 1        | Operário-MS          | 10            | 0   | 0   | 1   | 0   |
| 1        | Ponte Preta          | 24            | 0   | 0   | 1   | 0   |
| 1        | Londrina             | 7             | 0   | 0   | 0   | 1   |

#### Por clube
| Clube               | Títulos                                                                      | Vices                                               | 3.º lugar                                                 | 4.º lugar                                     |
| ------------------- | ---------------------------------------------------------------------------- | --------------------------------------------------- | --------------------------------------------------------- | --------------------------------------------- |
| Palmeiras           | 12 (1960, 1967, 1967, 1969, 1972, 1973, 1993, 1994, 2016, 2018, 2022 e 2023) | 5 (1970, 1978, 1997, 2017 e 2024)                   | 2 (2019 e 2021)                                           | 7 (1964, 1965, 1968, 1979, 2004, 2005 e 2008) |
| Santos              | 8 (1961, 1962, 1963, 1964, 1965, 1968, 2002 e 2004)                          | 8 (1959, 1966, 1983, 1995, 2003, 2007, 2016 e 2019) | 3 (1974, 1998 e 2017)                                     | 1 (2006)                                      |
| Corinthians         | 7 (1990, 1998, 1999, 2005, 2011, 2015 e 2017)                                | 3 (1976, 1994 e 2002)                               | 4 (1967, 1969, 1993 e 2010)                               | 6 (1971, 1972, 1982, 1984, 2014 e 2022)       |
| Flamengo            | 7 (1980, 1982, 1983, 1992, 2009, 2019 e 2020)                                | 3 (1964, 2018 e 2021)                               | 4 (1987, 2007, 2016 e 2024)                               | 2 (2011 e 2023)                               |
| São Paulo           | 6 (1977, 1986, 1991, 2006, 2007 e 2008)                                      | 6 (1971, 1973, 1981, 1989, 1990 e 2014)             | 3 (2003, 2004 e 2009)                                     | 5 (1993, 1999, 2012, 2015 e 2020)             |
| Cruzeiro            | 4 (1966, 2003, 2013 e 2014)                                                  | 5 (1969, 1974, 1975, 1998 e 2010)                   | 6 (1967, 1973, 1989, 1995, 2000 e 2008)                   | 3 (1968, 1970 e 2009)                         |
| Vasco da Gama       | 4 (1974, 1989, 1997 e 2000)                                                  | 4 (1965, 1979, 1984 e 2011)                         | 2 (1968 e 1992)                                           | 2 (1959 e 1978)                               |
| Fluminense          | 4 (1970, 1984, 2010 e 2012)                                                  | 1 (1937)                                            | 6 (1960, 1975, 1988, 2001, 2011 e 2022)                   | 6 (1966, 1976, 1991, 1995, 2002 e 2007)       |
| Internacional       | 3 (1975, 1976 e 1979)                                                        | 8 (1967, 1968, 1988, 2005, 2006, 2009, 2020 e 2022) | 7 (1962, 1972, 1978, 1980, 1997, 2014 e 2018)             | 3 (1973, 1974 e 1987)                         |
| Atlético Mineiro    | 3 (1937, 1971 e 2021)                                                        | 5 (1977, 1980, 1999, 2012 e 2015)                   | 8 (1970, 1976, 1983, 1986, 1991, 1996, 2020 e 2023)       | 5 (1985, 1994, 1997, 2001 e 2016)             |
| Botafogo            | 3 (1968, 1995 e 2024)                                                        | 3 (1962, 1972 e 1992)                               | 1 (1971)                                                  | 5 (1963, 1969, 1981, 1989 e 2013)             |
| Grêmio              | 2 (1981 e 1996)                                                              | 4 (1982, 2008, 2013 e 2023)                         | 9 (1959, 1963, 1967, 1984, 1990, 2002, 2006, 2012 e 2015) | 7 (1967, 1988, 2000, 2010, 2017, 2018 e 2019) |
| Bahia               | 2 (1959 e 1988)                                                              | 2 (1961 e 1963)                                     | 0                                                         | 1 (1990)                                      |
| Guarani             | 1 (1978)                                                                     | 2 (1986 e 1987)                                     | 2 (1982 e 1994)                                           | 0                                             |
| Atlético Paranaense | 1 (2001)                                                                     | 1 (2004)                                            | 1 (2013)                                                  | 1 (1983)                                      |
| Coritiba            | 1 (1985)                                                                     | 0                                                   | 1 (1979)                                                  | 1 (1980)                                      |
| Sport               | 1 (1987)                                                                     | 0                                                   | 0                                                         | 1 (1962)                                      |
| Fortaleza           | 0                                                                            | 2 (1960 e 1968)                                     | 0                                                         | 2 (2021 e 2024)                               |
| São Caetano         | 0                                                                            | 2 (2000 e 2001)                                     | 0                                                         | 1 (2003)                                      |
| Náutico             | 0                                                                            | 1 (1967)                                            | 2 (1965 e 1966)                                           | 2 (1961 e 1968)                               |
| Vitória             | 0                                                                            | 1 (1993)                                            | 1 (1999)                                                  | 0                                             |
| Portuguesa          | 0                                                                            | 1 (1996)                                            | 0                                                         | 2 (1937 e 1998)                               |
| Bragantino          | 0                                                                            | 1 (1991)                                            | 0                                                         | 1 (1992)                                      |
| Bangu               | 0                                                                            | 1 (1985)                                            | 0                                                         | 0                                             |
| America             | 0                                                                            | 0                                                   | 1 (1961)                                                  | 1 (1986)                                      |
| Goiás               | 0                                                                            | 0                                                   | 1 (2005)                                                  | 1 (1996)                                      |
| Rio Branco-ES       | 0                                                                            | 0                                                   | 1 (1937)                                                  | 0                                             |
| Ceará               | 0                                                                            | 0                                                   | 1 (1964)                                                  | 0                                             |
| Operário            | 0                                                                            | 0                                                   | 1 (1977)                                                  | 0                                             |
| Ponte Preta         | 0                                                                            | 0                                                   | 1 (1981)                                                  | 0                                             |
| Brasil de Pelotas   | 0                                                                            | 0                                                   | 1 (1985)                                                  | 0                                             |
| Santa Cruz          | 0                                                                            | 0                                                   | 0                                                         | 2 (1960 e 1975)                               |
| Londrina            | 0                                                                            | 0                                                   | 0                                                         | 1 (1977)                                      |

#### Por cidade
| Cidade             | Títulos | Vices | Terceiro lugar | Quarto lugar |
| ------------------ | ------- | ----- | -------------- | ------------ |
| São Paulo          | 25      | 15    | 9              | 20           |
| Rio de Janeiro     | 18      | 12    | 14             | 14           |
| Santos             | 8       | 8     | 3              | 1            |
| Belo Horizonte     | 7       | 10    | 14             | 8            |
| Porto Alegre       | 5       | 12    | 13             | 12           |
| Salvador           | 2       | 3     | 1              | 1            |
| Curitiba           | 2       | 1     | 2              | 2            |
| Campinas           | 1       | 2     | 3              | 0            |
| Recife             | 1       | 1     | 3              | 4            |
| Fortaleza          | 0       | 2     | 1              | 2            |
| São Caetano do Sul | 0       | 2     | 0              | 1            |
| Bragança Paulista  | 0       | 1     | 0              | 1            |
| Goiânia            | 0       | 0     | 1              | 1            |
| Vitória            | 0       | 0     | 1              | 0            |
| Campo Grande       | 0       | 0     | 1              | 0            |
| Pelotas            | 0       | 0     | 1              | 0            |
| Londrina           | 0       | 0     | 0              | 1            |

#### Por estado
| Estado             | Títulos | Vices | 3.º lugar                                                                                                  | 4.º lugar |
| ------------------ | --- | --- | --- | --- |
| São Paulo          | 35 (1960, 1961, 1962, 1963, 1964, 1965, 1967, 1967, 1968, 1969, 1972, 1973, 1977, 1978, 1986, 1990, 1991, 1993, 1994, 1998, 1999, 2002, 2004, 2005, 2006, 2007, 2008, 2011, 2015, 2016, 2017, 2018, 2022 e 2023) | 28 (1959, 1966, 1970, 1971, 1973, 1976, 1978, 1981, 1983, 1986, 1987, 1989, 1990, 1991, 1994, 1995, 1996, 1997, 2000, 2001, 2002, 2003, 2007, 2014, 2016, 2017, 2019 e 2024) | 15 (1967, 1969, 1974, 1981, 1982, 1993, 1994, 1998, 2003, 2004, 2009, 2010, 2017, 2019 e 2021)             | 23 (1937, 1964, 1965, 1968, 1971, 1972, 1979, 1982, 1984, 1992, 1993, 1998, 1999, 2003, 2004, 2005, 2006, 2008, 2012, 2014, 2015, 2020 e 2022) |
| Rio de Janeiro     | 18 (1968, 1970, 1974, 1980, 1982, 1983, 1984, 1989, 1992, 1995, 1997, 2000, 2009, 2010, 2012, 2019, 2020 e 2024)                                                                                                 | 12 (1937, 1962, 1964, 1965, 1972, 1979, 1984, 1985, 1992, 2011, 2018 e 2021)                                                                                                 | 14 (1960, 1961, 1968, 1971, 1975, 1987, 1988, 1992, 2001, 2007 2011, 2016, 2022 e 2024)                    | 15 (1959, 1966, 1969, 1976, 1978, 1981, 1986, 1989, 1991, 1995, 2002, 2007, 2011, 2013 e 2023)                                                 |
| Minas Gerais       | 7 (1937, 1966, 1971, 2003, 2013, 2014 e 2021) | 10 (1969, 1974, 1975, 1977, 1980, 1998, 1999, 2010, 2012 e 2015) | 14 (1968, 1970, 1973, 1976, 1983, 1986, 1989, 1991, 1995, 1996, 2000, 2008, 2020 e 2023)                   | 8 (1967, 1970, 1985, 1994, 1997, 2001, 2009 e 2016)                                                                                            |
| Rio Grande do Sul  | 5 (1975, 1976, 1979, 1981 e 1996) | 12 (1967, 1968, 1982, 1988, 2005, 2006, 2008, 2009, 2013, 2020, 2022 e 2023)                                                                                                 | 17 (1959, 1962, 1963, 1967, 1972, 1978, 1980, 1984, 1985, 1990, 1997, 2002, 2006, 2012, 2014, 2015 e 2018) | 11 (1963, 1967, 1973, 1974, 1987, 1988, 2000, 2010, 2017, 2018 e 2019)                                                                         |
| Bahia              | 2 (1959 e 1988) | 3 (1961, 1963 e 1993) | 1 (1999)                                                                                                   | 1 (1990) |
| Paraná             | 2 (1985 e 2001) | 1 (2004) | 2 (1979 e 2013)                                                                                            | 3 (1977, 1980 e 1983) |
| Pernambuco         | 1 (1987) | 1 (1967) | 2 (1965 e 1966)                                                                                            | 5 (1960, 1961, 1962, 1968 e 1975) |
| Ceará              | 0 | 2 (1960 e 1968) | 1 (1964)                                                                                                   | 2 (2021 e 2024) |
| Goiás              | 0 | 0 | 1 (2005)                                                                                                   | 1 (1996) |
| Espírito Santo     | 0 | 0 | 1 (1937)                                                                                                   | 0 |
| Mato Grosso do Sul | 0 | 0 | 1 (1977)                                                                                                   | 0 |

#### Por região
| Região       | Títulos | Vices | 3.º lugar | 4.º lugar |
| ------------ | ------- | ----- | --------- | --------- |
| Sudeste      | 59      | 50    | 44        | 46        |
| Sul          | 7       | 13    | 18        | 12        |
| Nordeste     | 3       | 6     | 4         | 8         |
| Centro-Oeste | 0       | 0     | 2         | 1         |

### Rodadas na liderança na era dos pontos corridos
Total de rodadas que cada clube esteve na liderança desde 2003, ano que começou o sistema de pontos corridos. Atualizado até a 38ª rodada do Brasileirão 2024.
| Clube         | Liderança | Disputadas | %     |
| ------------- | --------- | ---------- | ----- |
| Corinthians   | 131       | 818        | 16%   |
| Palmeiras     | 116       | 772        | 15%   |
| Cruzeiro      | 109       | 742        | 14,7% |
| São Paulo     | 92        | 856        | 10,7% |
| Botafogo      | 73        | 734        | 9,9%  |
| Atlético MG   | 66        | 818        | 8%    |
| Flamengo      | 61        | 856        | 7,1%  |
| Fluminense    | 50        | 856        | 5,8%  |
| Santos        | 32        | 818        | 3,9%  |
| Internacional | 30        | 818        | 3,7%  |

## Sobre invencibilidades

### Maiores invencibilidades
Clubes com mais jogos invictos contando diferentes edições desde 1937.
| Clube         | Anos      | Jogos | V  | E  | %     |
| ------------- | --------- | ----- | -- | -- | ----- |
| Botafogo      | 1977–1978 | 42    | 25 | 17 | 73.02 |
| Santa Cruz    | 1977–1978 | 35    | 22 | 13 | 75.24 |
| Palmeiras     | 2018–2019 | 33    | 25 | 8  | 83.84 |
| Palmeiras     | 1972–1973 | 26    | 18 | 8  | 79.49 |
| Internacional | 1978–1979 | 24    | 16 | 8  | 77.78 |
| Flamengo      | 2019      | 24    | 21 | 3  | 91.67 |
| Palmeiras     | 1993–1994 | 23    | 19 | 4  | 88.41 |
| Atlético-MG   | 1977–1978 | 22    | 18 | 4  | 87.88 |
| Palmeiras     | 2022      | 22    | 15 | 7  | 78.79 |
| Grêmio        | 1978–1979 | 19    | 11 | 8  | 71.93 |
| Corinthians   | 2010–2011 | 19    | 14 | 5  | 82.46 |
| Corinthians   | 2017      | 19    | 14 | 5  | 82.46 |

### Maiores invencibilidades no mesmo campeonato nos pontos corridos
Clubes que permaneceram o maior número de rodadas invictos desde 2003.
| Clube         | Rodadas | Ano  |
| ------------- | ------- | ---- |
| Flamengo      | 24      | 2019 |
| Palmeiras     | 23      | 2018 |
| Palmeiras     | 22      | 2022 |
| Corinthians   | 19      | 2017 |
| Atlético-PR   | 18      | 2004 |
| São Paulo     | 18      | 2008 |
| Atlético-MG   | 18      | 2021 |
| Corinthians   | 17      | 2015 |
| São Paulo     | 17      | 2020 |
| Goiás         | 16      | 2003 |
| São Paulo     | 16      | 2007 |
| Flamengo      | 16      | 2011 |
| Grêmio        | 16      | 2020 |
| Internacional | 16      | 2024 |
| Botafogo      | 16      | 2024 |
| Fluminense    | 15      | 2010 |
| Grêmio        | 15      | 2012 |
| Palmeiras     | 15      | 2016 |

### Maior invencibilidade em clássicos
O Palmeiras detém a maior invencibilidade em clássicos da história da competição, com 25 jogos de invencibilidade sobre o São Paulo de 20 de fevereiro de 1974 a 2 de setembro de 2000, quando perdeu por 3 a 0 para o Tricolor. Durante o período foram 11 vitórias palmeirenses e 14 empates.

## Sobre pontos

### Clubes com mais de mil pontos
A tabela a seguir apresenta os clubes que mais pontuaram de 1937 e 2024, considerando dois pontos por vitória entre 1937 e 1994. Vale salientar que, entre 1975 e 1977, cada vitória por 2 ou mais gols de diferença dava um ponto extra ao vencedor. Em 1978 a regra do ponto extra se manteve, porém apenas para vitórias por 3 ou mais gols de diferença. Na edição de 1988, todos os jogos que terminassem empatados tinham decisões por pênaltis; vitória no tempo normal dava 3 pontos para o vencedor e zero pontos para o derrotado; vitória na decisão por pênaltis dava 2 pontos para o vencedor e 1 ponto para o derrotado.
| Pos. | Clube               | Total |
| ---- | ------------------- | ----- |
| 1.º  | Internacional       | 2.473 |
| 2.º  | São Paulo           | 2.427 |
| 3.º  | Palmeiras           | 2.367 |
| 4.º  | Flamengo            | 2.351 |
| 5.º  | Atlético Mineiro    | 2.342 |
| 6.º  | Corinthians         | 2.303 |
| 7.º  | Santos              | 2.278 |
| 8.º  | Grêmio              | 2.268 |
| 9.º  | Cruzeiro            | 2.185 |
| 10.º | Fluminense          | 2.097 |
| 11.º | Botafogo            | 1.918 |
| 12.º | Vasco da Gama       | 1.902 |
| 13.º | Atlético Paranaense | 1.757 |
| 14.º | Goiás               | 1.428 |
| 15.º | Bahia               | 1.390 |
| 16.º | Coritiba            | 1.351 |
| 17.º | Sport               | 1.161 |
| 18.º | Vitória             | 1.154 |

Portuguesa de Desportos (896), Guarani (889) e Ponte Preta (860) são os únicos clubes não listados com mais de 800 pontos.

### Pontuação acumulada da Era dos pontos corridos
Durante os 18 anos em que o Campeonato Brasileiro adotou a fórmula de pontos corridos (desde 2003), 44 equipes já participaram. Na tabela abaixo, é possível verificar o desempenho de todas as equipes que disputaram o campeonato desde a primeira edição, em 2003. Números em negrito indicam o recorde (número mais positivo ou negativo) de cada coluna apresentada.
- Atualizado em 27 de fevereiro de 2020.

|  | v d e |

| Pos | Equipes              | Temp. | Pts  | J   | V   | E   | D   | GP    | GC   | SG   | %    | 1º | 2º | 3º | 4º | R | Média | Melhor |
| --- | -------------------- | ----- | ---- | --- | --- | --- | --- | ----- | ---- | ---- | ---- | -- | -- | -- | -- | - | ----- | ------ |
| 1   | São Paulo            | 22    | 1383 | 856 | 381 | 237 | 237 | 1216  | 922  | +294 | 53,9 | 3  | 1  | 3  | 3  | 0 | 62,8  | 1º     |
| 2   | Flamengo             | 22    | 1349 | 856 | 374 | 231 | 251 | 1230  | 1004 | +226 | 52,5 | 3  | 2  | 3  | 2  | 0 | 61,3  | 1º     |
| 3   | Internacional        | 21    | 1286 | 818 | 357 | 213 | 248 | 1095  | 889  | +206 | 52,4 | 0  | 5  | 2  | 0  | 1 | 61,2  | 2º     |
| 4   | Corinthians          | 21    | 1265 | 818 | 341 | 240 | 237 | 1053  | 877  | +176 | 51,5 | 4  | 0  | 1  | 2  | 1 | 60,2  | 1º     |
| 5   | Palmeiras            | 20    | 1250 | 772 | 351 | 197 | 224 | 1137  | 873  | +270 | 54,0 | 4  | 2  | 2  | 3  | 1 | 62,5  | 1º     |
| 6   | Santos               | 21    | 1237 | 818 | 340 | 217 | 261 | '1178 | 982  | +196 | 50,4 | 1  | 4  | 1  | 1  | 1 | 58,9  | 1º     |
| 7   | Atlético Mineiro     | 21    | 1227 | 818 | 338 | 213 | 267 | 1178  | 1035 | +143 | 50   | 1  | 2  | 2  | 1  | 1 | 58,4  | 1º     |
| 8   | Fluminense           | 22    | 1227 | 856 | 334 | 223 | 299 | 1131  | 1071 | +60  | 47,8 | 2  | 0  | 2  | 1  | 0 | 55,7  | 1º     |
| 9   | Grêmio               | 20    | 1188 | 776 | 328 | 194 | 254 | 1063  | 884  | +179 | 51   | 0  | 3  | 3  | 4  | 2 | 59,4  | 2º     |
| 10  | Athletico Paranaense | 21    | 1158 | 818 | 320 | 198 | 300 | 1073  | 1011 | +62  | 47,2 | 0  | 1  | 1  | 0  | 2 | 55,1  | 2º     |
| 11  | Cruzeiro             | 19    | 1129 | 742 | 318 | 175 | 249 | 1056  | 891  | +165 | 50,7 | 3  | 1  | 1  | 1  | 1 | 59,4  | 1º     |
| 12  | Botafogo             | 19    | 1010 | 734 | 270 | 200 | 264 | 935   | 910  | +25  | 45,9 | 1  | 0  | 0  | 1  | 2 | 53,1  | 1º     |
| 13  | Vasco da Gama        | 17    | 862  | 666 | 223 | 193 | 250 | 830   | 937  | –107 | 43,1 | 0  | 1  | 0  | 0  | 4 | 50,7  | 2º     |
| 14  | Goiás                | 15    | 769  | 590 | 209 | 142 | 239 | 789   | 839  | –50  | 43,4 | 0  | 0  | 1  | 0  | 4 | 51,3  | 3º     |
| 15  | Coritiba             | 15    | 718  | 590 | 189 | 151 | 250 | 693   | 787  | –94  | 40,6 | 0  | 0  | 0  | 0  | 5 | 47,9  | 5º     |
| 16  | Bahia                | 12    | 555  | 464 | 142 | 129 | 193 | 529   | 614  | –85  | 39,9 | 0  | 0  | 0  | 0  | 2 | 46,2  | 8º     |
| 17  | Figueirense          | 11    | 550  | 438 | 142 | 124 | 172 | 530   | 622  | –92  | 41,8 | 0  | 0  | 0  | 0  | 3 | 50    | 7º     |
| 18  | Vitória              | 11    | 515  | 409 | 131 | 116 | 191 | 537   | 633  | –96  | 39,3 | 0  | 0  | 0  | 0  | 4 | 46,8  | 5º     |
| 19  | Sport                | 11    | 497  | 418 | 131 | 107 | 180 | 457   | 555  | –98  | 39,6 | 0  | 0  | 0  | 0  | 4 | 45,2  | 6º     |
| 20  | Fortaleza            | 9     | 471  | 354 | 128 | 89  | 237 | 427   | 460  | –33  | 44,3 | 0  | 0  | 0  | 2  | 2 | 52,3  | 4º     |
| 21  | Ponte Preta          | 9     | 432  | 362 | 114 | 91  | 157 | 414   | 534  | –120 | 39,8 | 0  | 0  | 0  | 0  | 3 | 48    | 8º     |
| 22  | Juventude            | 8     | 379  | 324 | 96  | 88  | 140 | 381   | 499  | –118 | 39   | 0  | 0  | 0  | 0  | 2 | 47,4  | 7º     |
| 23  | Atlético Goianiense  | 8     | 325  | 304 | 79  | 88  | 166 | 317   | 421  | –104 | 37   | 0  | 0  | 0  | 0  | 4 | 40,6  | 9º     |
| 24  | Ceará                | 7     | 308  | 266 | 72  | 92  | 102 | 277   | 317  | –40  | 38,6 | 0  | 0  | 0  | 0  | 2 | 44    | 11º    |
| 25  | Paraná               | 6     | 304  | 248 | 83  | 55  | 110 | 312   | 369  | –57  | 40,8 | 0  | 0  | 0  | 0  | 2 | 50,7  | 5º     |
| 26  | Chapecoense          | 7     | 287  | 266 | 70  | 77  | 119 | 261   | 362  | –101 | 36,0 | 0  | 0  | 0  | 0  | 3 | 41,0  | 8º     |
| 27  | Avaí                 | 7     | 271  | 266 | 66  | 73  | 127 | 274   | 415  | –141 | 34   | 0  | 0  | 0  | 0  | 4 | 38,7  | 6º     |
| 28  | Bragantino           | 5     | 259  | 190 | 65  | 64  | 61  | 247   | 228  | +19  | 45,4 | 0  | 0  | 0  | 0  | 0 | 51,8  | 6º     |
| 29  | América Mineiro      | 6     | 235  | 228 | 58  | 61  | 109 | 227   | 332  | –105 | 34,3 | 0  | 0  | 0  | 0  | 4 | 39,2  | 8º     |
| 30  | Criciúma             | 5     | 226  | 206 | 59  | 49  | 98  | 237   | 327  | –90  | 36,6 | 0  | 0  | 0  | 0  | 2 | 45,2  | 14º    |
| 31  | São Caetano          | 4     | 215  | 172 | 65  | 41  | 66  | 209   | 199  | +10  | 41,6 | 0  | 0  | 0  | 1  | 1 | 53,8  | 4º     |
| 32  | Náutico              | 5     | 200  | 190 | 54  | 38  | 98  | 224   | 318  | –94  | 35,1 | 0  | 0  | 0  | 0  | 2 | 40    | 12º    |
| 33  | Cuiabá               | 4     | 169  | 152 | 40  | 49  | 63  | 134   | 167  | –33  | 37   | 0  | 0  | 0  | 0  | 1 | 42,2  | 12º    |
| 34  | Guarani              | 3     | 147  | 130 | 36  | 39  | 55  | 140   | 180  | –40  | 37,6 | 0  | 0  | 0  | 0  | 2 | 49,0  | 13º    |
| 35  | Paysandu             | 3     | 146  | 134 | 41  | 31  | 62  | 193   | 245  | –52  | 36,3 | 0  | 0  | 0  | 0  | 1 | 48,7  | 14º    |
| 36  | Portuguesa           | 3     | 127  | 114 | 31  | 38  | 45  | 137   | 157  | –20  | 38,3 | 0  | 0  | 0  | 0  | 2 | 42,3  | 16º    |
| 37  | Grêmio Barueri       | 2     | 77   | 76  | 19  | 23  | 34  | 98    | 116  | –18  | 35,1 | 0  | 0  | 0  | 0  | 1 | 38,5  | 11º    |
| 38  | Santa Cruz           | 2     | 56   | 76  | 15  | 14  | 47  | 86    | 145  | –59  | 24,5 | 0  | 0  | 0  | 0  | 2 | 28    | 19º    |
| 39  | Santo André          | 1     | 41   | 38  | 11  | 8   | 19  | 46    | 61   | –15  | 36,0 | 0  | 0  | 0  | 0  | 1 | 41    | 18º    |
| 40  | Brasiliense          | 1     | 41   | 42  | 10  | 11  | 21  | 47    | 67   | –20  | 32,5 | 0  | 0  | 0  | 0  | 1 | 41    | 22º    |
| 41  | Ipatinga             | 1     | 35   | 38  | 9   | 8   | 21  | 37    | 67   | –30  | 30,7 | 0  | 0  | 0  | 0  | 1 | 35    | 20º    |
| 42  | CSA                  | 1     | 32   | 38  | 8   | 8   | 22  | 24    | 58   | –32  | 28,1 | 0  | 0  | 0  | 0  | 1 | 32    | 18º    |
| 43  | Joinville            | 1     | 31   | 38  | 7   | 10  | 21  | 26    | 48   | –22  | 27,2 | 0  | 0  | 0  | 0  | 1 | 31    | 20º    |
| 44  | América de Natal     | 1     | 17   | 38  | 4   | 5   | 29  | 24    | 80   | –56  | 14,9 | 0  | 0  | 0  | 0  | 1 | 17    | 20º    |

Status dos clubes no Campeonato Brasileiro de Futebol de 2024:
|  | Série A de 2025 |
|  | Série B de 2025 |
|  | Série C de 2025 |
|  | Série D de 2025 |
|  | Sem divisão     |

## Sobre ataques

### Melhores ataques
| Edição | Melhor ataque       | Gols marcados | Jogos | Média |
| ------ | ------------------- | ------------- | ----- | ----- |
| 1937   | Fluminense          | 22            | 6     | 3,6   |
| 1959   | Bahia               | 25            | 14    | 1,7   |
| 1960   | Fluminense          | 21            | 9     | 2,3   |
| 1961   | Santos              | 18            | 5     | 3,6   |
| 1962   | Campinense          | 18            | 9     | 2     |
| 1963   | Confiança           | 16            | 8     | 2     |
| 1964   | Santos              | 20            | 6     | 3,3   |
| 1965   | Grêmio              | 22            | 9     | 2,4   |
| 1966   | Cruzeiro            | 25            | 8     | 3,1   |
| 1967   | Palmeiras           | 39            | 20    | 1,9   |
| 1967   | Grêmio              | 16            | 7     | 2,2   |
| 1967   | Treze               | 16            | 10    | 1,6   |
| 1968   | Santos              | 44            | 19    | 2,3   |
| 1968   | Bahia               | 17            | 9     | 1,8   |
| 1969   | Atlético Mineiro    | 31            | 16    | 1,9   |
| 1969   | Corinthians         | 31            | 19    | 1,6   |
| 1970   | Cruzeiro            | 32            | 19    | 1,6   |
| 1971   | Atlético Mineiro    | 39            | 27    | 1,4   |
| 1972   | São Paulo           | 49            | 28    | 1,7   |
| 1973   | Santos              | 56            | 37    | 1,5   |
| 1974   | Atlético Mineiro    | 41            | 24    | 1,7   |
| 1974   | Flamengo            | 41            | 24    | 1,7   |
| 1974   | Santos              | 41            | 27    | 1,5   |
| 1975   | Fluminense          | 51            | 28    | 1,8   |
| 1975   | Internacional       | 51            | 30    | 1,7   |
| 1976   | Internacional       | 59            | 23    | 2,5   |
| 1977   | Atlético Mineiro    | 55            | 21    | 2,6   |
| 1978   | Vasco da Gama       | 61            | 30    | 2     |
| 1979   | Cruzeiro            | 43            | 19    | 2,2   |
| 1980   | Flamengo            | 46            | 22    | 2,1   |
| 1980   | Atlético Mineiro    | 46            | 22    | 2,1   |
| 1981   | Vasco da Gama       | 41            | 19    | 2,1   |
| 1982   | Guarani             | 53            | 20    | 2,6   |
| 1983   | Flamengo            | 57            | 26    | 2,1   |
| 1984   | Vasco da Gama       | 51            | 26    | 1,9   |
| 1985   | Bangu               | 55            | 31    | 1,7   |
| 1986   | São Paulo           | 62            | 34    | 1,8   |
| 1987   | Sport               | 29            | 20    | 1,4   |
| 1988   | Internacional       | 40            | 29    | 1,3   |
| 1989   | Náutico             | 27            | 18    | 1,5   |
| 1989   | Vasco da Gama       | 27            | 19    | 1,4   |
| 1990   | Grêmio              | 28            | 23    | 1,2   |
| 1991   | Atlético Mineiro    | 29            | 21    | 1,3   |
| 1991   | Fluminense          | 29            | 21    | 1,3   |
| 1991   | Bragantino          | 29            | 23    | 1,2   |
| 1992   | Botafogo            | 46            | 27    | 1,7   |
| 1993   | Palmeiras           | 40            | 22    | 1,8   |
| 1994   | Palmeiras           | 58            | 31    | 1,8   |
| 1995   | Santos              | 52            | 27    | 1,9   |
| 1996   | Grêmio              | 52            | 29    | 1,8   |
| 1997   | Vasco da Gama       | 69            | 33    | 2,1   |
| 1998   | Corinthians         | 57            | 32    | 1,7   |
| 1999   | Corinthians         | 61            | 29    | 2,1   |
| 2000   | São Caetano         | 77            | 33    | 2,3   |
| 2001   | Atlético Paranaense | 68            | 31    | 2,2   |
| 2002   | São Paulo           | 59            | 27    | 2,1   |
| 2002   | Santos              | 59            | 31    | 1,9   |
| 2003   | Cruzeiro            | 102           | 46    | 2,2   |
| 2004   | Santos              | 103           | 46    | 2,2   |
| 2005   | Corinthians         | 87            | 42    | 2,1   |
| 2006   | São Paulo           | 66            | 38    | 1,7   |
| 2007   | Cruzeiro            | 73            | 38    | 1,9   |
| 2008   | Flamengo            | 67            | 38    | 1,7   |
| 2009   | Grêmio              | 67            | 38    | 1,7   |
| 2010   | Grêmio              | 68            | 38    | 1,7   |
| 2011   | Fluminense          | 60            | 38    | 1,5   |
| 2012   | Atlético Mineiro    | 64            | 38    | 1,6   |
| 2013   | Cruzeiro            | 77            | 38    | 2     |
| 2014   | Cruzeiro            | 67            | 38    | 1,7   |
| 2015   | Corinthians         | 71            | 38    | 1,8   |
| 2016   | Palmeiras           | 62            | 38    | 1,6   |
| 2017   | Palmeiras           | 61            | 38    | 1,6   |
| 2018   | Palmeiras           | 64            | 38    | 1,6   |
| 2019   | Flamengo            | 86            | 38    | 2,2   |
| 2020   | Flamengo            | 68            | 38    | 1,7   |
| 2021   | Flamengo            | 69            | 38    | 1,8   |
| 2022   | Palmeiras           | 66            | 38    | 1,7   |
| 2023   | Palmeiras           | 64            | 38    | 1,6   |
| 2024   | Flamengo            | 61            | 38    | 1,6   |

|  |                                                    |
|  | Times em verde também foram campeões dessa edição. |

### Clubes com melhores ataques
| Pos. | Clube               | Total |
| ---- | ------------------- | ----- |
| 1º   | Palmeiras           | 8     |
| 1º   | Flamengo            | 8     |
| 3º   | Atlético Mineiro    | 7     |
| 3º   | Cruzeiro            | 7     |
| 3º   | Santos              | 7     |
| 6º   | Grêmio              | 6     |
| 7º   | Corinthians         | 5     |
| 7º   | Vasco da Gama       | 5     |
| 7º   | Fluminense          | 5     |
| 10º  | São Paulo           | 4     |
| 11º  | Internacional       | 3     |
| 12º  | Bahia               | 2     |
| 13º  | Atlético Paranaense | 1     |
| 13º  | Bangu               | 1     |
| 13º  | Botafogo            | 1     |
| 13º  | Bragantino          | 1     |
| 13º  | Campinense          | 1     |
| 13º  | Confiança           | 1     |
| 13º  | Guarani             | 1     |
| 13º  | Náutico             | 1     |
| 13º  | Portuguesa          | 1     |
| 13º  | São Caetano         | 1     |
| 13º  | Treze               | 1     |

### Clubes com mais de mil gols
A tabela a seguir apresenta os clubes que marcaram mais de 1000 gols no Campeonato Brasileiro entre 1937 e 2024. Apenas 11 clubes marcaram mais de 2000 gols e somente outros 7 mais de 1000.
| Pos. | Clube                | Total |
| ---- | -------------------- | ----- |
| 1.º  | São Paulo            | 2407  |
| 2.º  | Atlético Mineiro     | 2395  |
| 3.º  | Santos               | 2368  |
| 4.º  | Palmeiras            | 2341  |
| 5.º  | Flamengo             | 2328  |
| 6.º  | Cruzeiro             | 2209  |
| 6.º  | Internacional        | 2209  |
| 8.º  | Grêmio               | 2178  |
| 9.º  | Corinthians          | 2116  |
| 10.º | Fluminense           | 2111  |
| 11.º | Vasco da Gama        | 2010  |
| 12.º | Botafogo             | 1901  |
| 13.º | Athletico Paranaense | 1716  |
| 14.º | Goiás                | 1477  |
| 15.º | Bahia                | 1367  |
| 16.º | Coritiba             | 1329  |
| 17.º | Vitória              | 1210  |
| 18.º | Sport                | 1133  |

A Portuguesa de Desportos é o único clube não listado com mais de 900 gols (962).

### Clubes com mais artilharias
| Pos.      | Clube                | Total |
| --------- | -------------------- | ----- |
| 1º        | Santos               | 13    |
| 2º        | Atlético Mineiro     | 10    |
| 3º        | Vasco da Gama        | 8     |
| 4º        | Fluminense           | 7     |
| 5º        |                      |       |
| São Paulo | 5                    |       |
| 6º        | Flamengo             | 4     |
| 6º        | Goiás                | 4     |
| 8º        | Botafogo             | 3     |
| 8º        | Grêmio               | 3     |
| 8º        | Internacional        | 3     |
| 11º       | America              | 2     |
| 11º       | Athletico Paranaense | 2     |
| 11º       | Bahia                | 2     |
| 11º       | Guarani              | 2     |
| 11º       | Náutico              | 2     |
| 11º       | Corinthians          | 2     |
| 17º       | Bragantino           | 1     |
| 17º       | Confiança            | 1     |
| 17º       | Coritiba             | 1     |
| 17º       | Cruzeiro             | 1     |
| 17º       | Fortaleza            | 1     |
| 17º       | Palmeiras            | 1     |
| 17º       | Paraná               | 1     |
| 17º       | Ponte Preta          | 1     |
| 17º       | Sport                | 1     |
| 17º       | Santa Cruz           | 1     |
| 17º       | Treze                | 1     |
| 17º       | Vitória              | 1     |

### Artilharias
- Há casos que mais de um jogador dividiu a artilharia da competição e ambos são contados de forma independente, por este motivo há uma diferença entre o número de artilheiros e o número de edições do campeonato.
- O primeiro artilheiro da história do Campeonato Brasileiro foi Paulista, do Atlético Mineiro, em 1937, com oito gols.
- O primeiro gol da história do Brasileirão foi de Paranhos, da Liga da Marinha, contra o Aliança-RJ, em 1937.
- O Santos é o clube com o maior número de artilheiros nas edições de 1959 a 2018 do certame nacional: Foram 13 artilharias no total (Pelé em 1961 e 1964; Coutinho em 1962; Toninho Guerreiro em 1966 e 1968; Serginho Chulapa em 1983; Paulinho McLaren em 1991; Guga em 1993; Viola em 1998; Kléber Pereira em 2008, Borges em 2011, Ricardo Oliveira em 2015 e Gabriel Barbosa em 2018).
- Dario (1971, 1972 e 1976), Túlio (1989, 1994 e 1995), Romário (2000, 2001 e 2005) e Fred (2012, 2014 e 2016) são os jogadores que mais vezes foram artilheiros – três, pelo menos uma delas com o título: 1971 e 1976 para Dario, 1995 para Túlio, 2000 para Romário e 2012 para Fred.
- Uma artilharia do Romário, todavia, é contestada; para alguns, ele teria dividido a de 2000 com Dill e Magno Alves, com os três, jogadores de clubes do Módulo Azul (virtual primeira divisão), tendo marcado cada um 20 vezes. Outros entendem que naquela edição a artilharia foi de Adhemar, que somou 22 tentos no Módulo Amarelo e Fase Final. A discordância permanece por conta do fato de ainda não haver uma lista oficial relativa ao assunto.
- Romário é também o mais velho a sagrar-se artilheiro, com 39 anos em 2005.
- Roberto Dinamite é quem mais fez gols em campeonatos brasileiros: 190. Também é quem mais tempo levou entre uma artilharia e outra: a primeira em 1974 (sendo campeão) e a segunda dez anos depois, em 1984 (vice-campeão).
- O recorde de mais gols marcados por um mesmo jogador em uma mesma partida do Brasileiro: Edmundo - 6 gols marcados contra o União São João de Araras, em 1997 (e ele ainda perdeu um pênalti).[26]
- Washington, jogando em 2004 pelo Atlético Paranaense, foi o maior artilheiro de um único Campeonato Brasileiro, com 34 gols. Por outro lado, o "Coração Valente" alcançou a marca na fórmula dos pontos corridos, com mais de trinta rodadas. Edmundo conseguiu marcar 29 gols em 1997 com o campeonato, ainda com uma primeira fase em turno único e uma fase final em mata-mata, prevendo assim menos partidas (28 jogos). Continua, entretanto, insuperável a marca obtida por Reinaldo que, jogando pelo Atlético Mineiro em 1977, marcou 28 gols em apenas 18 jogos, atingindo uma impressionante média de 1,55 gols por partida.
- Os irmãos Edu (em 1969) e Zico (em 1980 e 1982) são os únicos parentes que sagraram-se artilheiros. Zico foi campeão pelo Flamengo nas duas vezes em que terminou o campeonato como maior goleador, enquanto Edu terminou em sétimo lugar com o America.
- Apenas quatro foram artilheiros por equipes diferentes: Dario (duas vezes pelo Atlético Mineiro, em 1971 e 1972, e outra pelo Internacional, em 1976); Túlio (Goiás em 1989 e duas pelo Botafogo, em 1994 e 1995); Washington (pelo Atlético Paranaense em 2004 e Fluminense em 2008); e Fred (pelo Fluminense em 2012 e 2014, e tendo começado a competição de 2016 e marcado gols pelo Fluminense, posteriormente marcou também pelo Atlético Mineiro, onde encerrou a edição de 2016).
- A artilharia veio com o título em menos da metade das 68 edições, em 22: Paulista (1937), Léo (1959), Pelé (1961 e 1964), Coutinho (1963), César Maluco (1967, pelo Torneio Roberto Gomes Pedrosa), Ferretti (1968, pela Taça Brasil), Dario (1971 e 1976), Roberto Dinamite (1974), Flávio Minuano (1975), Zico (1980 e 1982), Careca (1986), Túlio (1995), Paulo Nunes (1996), Edmundo (1997), Adriano (2009), Fred (2012), Jô (2017), Gabriel Barbosa (2019) e Hulk (2021). São 23 considerando Romário como artilheiro em 2000, e não Adhemar.
- Por outro lado, Josiel é o único artilheiro cujo clube terminou rebaixado (Paraná, em 2007).
- O uruguaio Pedro Rocha ainda hoje é o único estrangeiro a ter alcançado a artilharia, em 1972.
- Jairo, do Corinthians, é o goleiro que mais tempo ficou sem levar gols na história dos Campeonatos Brasileiro. Foram 1132 minutos, ou 12 jogos e meio de invencibilidade, nos campeonatos de 1977 e 1978. No entanto, em uma única edição, o recorde é de Emerson Leão, do Palmeiras, que ficou 1057 minutos em 1973.[27]
- O São Paulo é a equipe com maior média de gols marcados em toda a história do campeonato, com 1,56 por partida. O Internacional (RS) tem a menor média de gols sofridos entre times com mais de 10 participações: 1 gol por jogo.
- O gol mais rápido da história do campeonato foi aos 8 segundos, marcado por Nivaldo, do Náutico, na partida contra o Atlético Mineiro, no Estádio dos Aflitos, em 18 de outubro de 1989.

## Sobre defesas

### Melhores defesas
| Edição | Melhor defesa       | Gols sofridos | Jogos | Média |
| ------ | ------------------- | ------------- | ----- | ----- |
| 1937   | Liga da Marinha     | 2             | 2     | 1     |
| 1959   | Grêmio              | 5             | 6     | 0,8   |
| 1960   | Rio Branco-ES       | 2             | 3     | 0,6   |
| 1961   | Náutico             | 1             | 2     | 0,5   |
| 1962   | Bahia               | 3             | 3     | 1     |
| 1962   | Cruzeiro            | 4             | 4     | 1     |
| 1962   | Rio Branco          | 4             | 4     | 1     |
| 1962   | Sport               | 6             | 6     | 1     |
| 1962   | Campinense          | 9             | 9     | 1     |
| 1963   | Vila Nova           | 2             | 5     | 0,4   |
| 1964   | Rio Branco-ES       | 5             | 7     | 0,7   |
| 1965   | Campinense          | 5             | 6     | 0,8   |
| 1966   | Grêmio              | 2             | 4     | 0,5   |
| 1967   | Grêmio              | 18            | 20    | 0,9   |
| 1967   | América-CE          | 3             | 6     | 0,5   |
| 1968   | Grêmio              | 11            | 16    | 0,6   |
| 1968   | Grêmio              | 0             | 4     | 0     |
| 1969   | Corinthians         | 15            | 19    | 0,8   |
| 1970   | Flamengo            | 9             | 16    | 0,5   |
| 1971   | Santos              | 16            | 25    | 0,6   |
| 1972   | Palmeiras           | 19            | 30    | 0,6   |
| 1973   | Palmeiras           | 13            | 40    | 0,3   |
| 1974   | Grêmio              | 11            | 24    | 0,4   |
| 1975   | Internacional       | 12            | 30    | 0,4   |
| 1976   | Palmeiras           | 11            | 21    | 0,5   |
| 1977   | Corinthians         | 7             | 19    | 0,3   |
| 1978   | Palmeiras           | 19            | 32    | 0,6   |
| 1979   | Campinense          | 8             | 16    | 0,5   |
| 1980   | Santos              | 12            | 18    | 0,6   |
| 1981   | São Paulo           | 15            | 23    | 0,6   |
| 1982   | Ponte Preta         | 9             | 14    | 0,6   |
| 1983   | Botafogo-SP         | 3             | 6     | 0,5   |
| 1984   | Fluminense          | 13            | 26    | 0,5   |
| 1984   | Uberlândia          | 3             | 6     | 0,5   |
| 1985   | Sport               | 16            | 28    | 0,6   |
| 1986   | Guarani             | 18            | 34    | 0,5   |
| 1987   | Cruzeiro            | 7             | 17    | 0,4   |
| 1988   | Vasco da Gama       | 16            | 25    | 0,6   |
| 1989   | Palmeiras           | 13            | 18    | 0,7   |
| 1989   | Corinthians         | 13            | 18    | 0,7   |
| 1989   | Portuguesa          | 13            | 18    | 0,7   |
| 1989   | Atlético Mineiro    | 13            | 18    | 0,7   |
| 1989   | Flamengo            | 13            | 18    | 0,7   |
| 1990   | Grêmio              | 16            | 23    | 0,7   |
| 1991   | São Paulo           | 15            | 23    | 0,6   |
| 1992   | Bragantino          | 17            | 25    | 0,6   |
| 1993   | Paraná              | 12            | 16    | 0,7   |
| 1994   | Portuguesa          | 20            | 25    | 0,8   |
| 1995   | Palmeiras           | 19            | 23    | 0,8   |
| 1996   | Guarani             | 17            | 25    | 0,6   |
| 1997   | Palmeiras           | 28            | 33    | 0,8   |
| 1998   | Vasco da Gama       | 24            | 23    | 1     |
| 1999   | Ponte Preta         | 23            | 24    | 0,9   |
| 2000   | Paraná              | 4             | 4     | 1     |
| 2001   | São Caetano         | 31            | 31    | 1     |
| 2002   | Grêmio              | 32            | 29    | 1,1   |
| 2003   | São Caetano         | 37            | 46    | 0,8   |
| 2004   | São Paulo           | 43            | 46    | 0,9   |
| 2005   | Goiás               | 41            | 42    | 0,9   |
| 2006   | São Paulo           | 32            | 38    | 0,8   |
| 2007   | São Paulo           | 19            | 38    | 0,5   |
| 2008   | Grêmio              | 35            | 38    | 0,9   |
| 2009   | São Paulo           | 42            | 38    | 1,1   |
| 2010   | Fluminense          | 36            | 38    | 0,9   |
| 2011   | Corinthians         | 36            | 38    | 0,9   |
| 2012   | Fluminense          | 33            | 38    | 0,8   |
| 2012   | Grêmio              | 33            | 38    | 0,8   |
| 2013   | Corinthians         | 22            | 38    | 0,5   |
| 2014   | Grêmio              | 24            | 38    | 0,6   |
| 2015   | Corinthians         | 31            | 38    | 0,8   |
| 2016   | Palmeiras           | 32            | 38    | 0,8   |
| 2016   | Atlético Paranaense | 32            | 38    | 0,8   |
| 2017   | Corinthians         | 30            | 38    | 0,7   |
| 2018   | Palmeiras           | 26            | 38    | 0,6   |
| 2019   | São Paulo           | 30            | 38    | 0,7   |
| 2020   | Internacional       | 35            | 38    | 0,9   |
| 2021   | Atlético Mineiro    | 34            | 38    | 0,8   |
| 2022   | Palmeiras           | 27            | 38    | 0,7   |
| 2023   | Atlético Mineiro    | 32            | 38    | 0,8   |
| 2023   | Cruzeiro            | 32            | 38    | 0,8   |
| 2024   | Botafogo            | 29            | 38    | 0,7   |

|  |                                                    |
|  | Times em verde também foram campeões dessa edição. |

### Clubes com melhores defesas
| Pos. | Clube            | Total |
| ---- | ---------------- | ----- |
| 1º   | Grêmio           | 11    |
| 2º   | Palmeiras        | 10    |
| 3º   | Corinthians      | 7     |
| 3º   | São Paulo        | 7     |
| 5º   | Campinense       | 3     |
| 5º   | Fluminense       | 3     |
| 5º   | Atlético Mineiro | 3     |
| 5º   | Cruzeiro         | 3     |
| 9º   | Flamengo         | 2     |
| 9º   | Guarani          | 2     |
| 9º   | Internacional    | 2     |
| 9º   | Paraná           | 2     |
| 9º   | Ponte Preta      | 2     |
| 9º   | Portuguesa       | 2     |
| 9º   | Rio Branco       | 2     |
| 9º   | Sport            | 2     |
| 9º   | Santos           | 2     |
| 9º   | São Caetano      | 2     |
| 9º   | Vasco da Gama    | 2     |

## Sobre partidas históricas

### Maiores goleadas
Abaixo segue a lista das maiores goleadas da história do Brasileirão.
| N.º | Edição | Mandante         | Placar | Visitante              | Data                    |
| --- | ------ | ---------------- | ------ | ---------------------- | ----------------------- |
| 1   | 1983   | Corinthians      | 10–1   | Tiradentes-PI          | 9 de fevereiro de 1983  |
| 2   | 1984   | Vasco da Gama    | 9–0    | Tuna Luso              | 14 de fevereiro de 1984 |
| 3   | 1960   | Fluminense       | 8–0    | Fonseca                | 31 de agosto de 1960    |
| 3   | 1967   | Grêmio           | 8–0    | Perdigão               | 19 de novembro de 1967  |
| 3   | 1981   | Flamengo         | 8–0    | Fortaleza              | 4 de fevereiro de 1981  |
| 6   | 1968   | Santos           | 9–2    | Bahia                  | 10 de outubro de 1968   |
| 7   | 1982   | Guarani          | 8–1    | River-PI               | 4 de fevereiro de 1982  |
| 7   | 1976   | Flamengo         | 8–1    | Sampaio Corrêa         | 16 de setembro de 1976  |
| 7   | 1980   | Vitória          | 8–1    | América de Natal       | 23 de março de 1980     |
| 7   | 1982   | Guarani          | 8–1    | Ceará                  | 7 de fevereiro de 1982  |
| 11  | 1977   | Bahia            | 7–0    | Vitória-ES             | 2 de novembro de 1977   |
| 11  | 1978   | Guarani          | 7–0    | Itabuna                | 30 de abril de 1978     |
| 11  | 1982   | Vasco da Gama    | 7–0    | Moto Club              | 24 de janeiro de 1982   |
| 11  | 1982   | Vasco da Gama    | 7–0    | Inter de Santa Maria   | 10 de março de 1982     |
| 11  | 1984   | Palmeiras        | 7–0    | CRB                    | 30 de março de 1984     |
| 11  | 1985   | Flamengo         | 7–0    | Santa Cruz             | 13 de março de 1985     |
| 11  | 1997   | Internacional    | 7–0    | Bragantino             | 8 de novembro de 1997   |
| 11  | 2003   | Goiás            | 7–0    | Juventude              | 27 de abril de 2003     |
| 11  | 2003   | Bahia            | 0–7    | Cruzeiro               | 14 de dezembro de 2003  |
| 11  | 2004   | São Paulo        | 7–0    | Paysandu               | 28 de setembro de 2004  |
| 21  | 1960   | Palmeiras        | 8–2    | Fortaleza              | 28 de dezembro de 1960  |
| 21  | 1986   | Guarani          | 8–2    | Piauí                  | 12 de outubro de 1986   |
| 21  | 1993   | Guarani          | 8–2    | Remo                   | 5 de dezembro de 1993   |
| 24  | 1980   | Coritiba         | 7–1    | Ferroviário            | 16 de abril de 1980     |
| 24  | 1980   | Coritiba         | 7–1    | Desportiva Ferroviária | 4 de maio de 1980       |
| 24  | 1982   | Atlético Mineiro | 7–1    | Desportiva Ferroviária | 14 de fevereiro de 1982 |
| 24  | 1982   | Vasco da Gama    | 7–1    | Operário-MS            | 14 de março de 1982     |
| 24  | 1983   | Flamengo         | 7–1    | Rio Negro-AM           | 19 de fevereiro de 1983 |
| 24  | 1997   | São Paulo        | 7–1    | União São João         | 26 de outubro de 1997   |
| 24  | 2001   | Vasco da Gama    | 7–1    | Guarani                | 5 de agosto de 2001     |
| 24  | 2001   | Vasco da Gama    | 7–1    | São Paulo              | 25 de novembro de 2001  |
| 24  | 2004   | Fluminense       | 7–1    | Juventude              | 27 de outubro de 2004   |
| 24  | 2005   | Corinthians      | 7–1    | Santos                 | 6 de novembro de 2005   |
| 24  | 2008   | Figueirense      | 1–7    | Grêmio                 | 24 de julho de 2008     |

### Maiores goleadas por edição
| Data            | Ano   | Mandante      | Placar | Placar | Visitante           | Estádio              |
| --------------- | ----- | ------------- | ------ | ------ | ------------------- | -------------------- |
| 2 de junho      | 2024  | Vasco da Gama | 1      | 6      | Flamengo            | Maracanã             |
| 22 de outubro   | 2023  | Internacional | 7      | 1      | Santos              | Beira-Rio            |
| 9 de novembro   | 2022  | Fortaleza     | 6      | 0      | Red Bull Bragantino | Arena Castelão       |
| 18 de julho     | 2021  | Bahia         | 0      | 5      | Flamengo            | Pituaçu              |
| 5 de dezembro   | 2020  | Corinthians   | 5      | 0      | Fluminense          | Neo Química Arena    |
| 5 de dezembro   | 2019  | Flamengo      | 6      | 1      | Avaí                | Maracanã             |
| 26 de setembro  | 2019  | Grêmio        | 6      | 1      | Avaí                | Arena do Grêmio      |
| 4 de agosto     | 2019  | Santos        | 6      | 1      | Goiás               | Estádio Vila Belmiro |
| 14 de julho     | 2019  | Flamengo      | 6      | 1      | Goiás               | Maracanã             |
| 6 de maio       | 2018  | Grêmio        | 5      | 1      | Santos              | Arena do Grêmio      |
| 15 de abril     | 2018  | Atlético      | 5      | 1      | Chapecoense         | Arena da Baixada     |
| 2 de setembro   | 2017  | Grêmio        | 5      | 0      | Sport               | Arena do Grêmio      |
| 3 de agosto     | 2017  | Atlético      | 5      | 0      | Avaí                | Arena da Baixada     |
| 11 de dezembro  | 2016  | São Paulo     | 5      | 0      | Santa Cruz          | Pacaembu             |
| 2 de setembro   | 2015  | Internacional | 6      | 0      | Vasco da Gama       | Beira-Rio            |
| 21 de setembro  | 2014  | Goiás         | 6      | 0      | Palmeiras           | Serra Dourada        |
| 10 de maio      | 2014  | Botafogo      | 6      | 0      | Criciúma            | Maracanã             |
| 24 de novembro  | 2013  | Atlético      | 6      | 1      | Náutico             | Arena Joinville      |
| 6 de outubro    | 2012  | Atlético      | 6      | 0      | Figueirense         | Independência        |
| 4 de dezembro   | 2011  | Cruzeiro      | 6      | 1      | Atlético            | Arena do Jacaré      |
| 9 de maio       | 2010  | Avaí          | 6      | 1      | Grêmio Prudente     | Ressacada            |
| 14 de junho     | 2009  | Coritiba      | 5      | 0      | Flamengo            | Couto Pereira        |
| 27 de julho     | 2008  | Figueirense   | 1      | 7      | Grêmio              | Orlando Scarpelli    |
| 1º de setembro  | 2007  | São Paulo     | 6      | 0      | Paraná              | Morumbi              |
| 22 de abril     | 2006  | Figueirense   | 6      | 1      | Palmeiras           | Orlando Scarpelli    |
| 6 de novembro   | 2005  | Corinthians   | 7      | 1      | Santos              | Pacaembu             |
| 28 de setembro  | 2004  | São Paulo     | 7      | 0      | Paysandu            | Morumbi              |
| 14 de dezembro  | 2003  | Bahia         | 0      | 7      | Cruzeiro            | Fonte Nova           |
| 27 de abril     | 2003  | Goiás         | 7      | 0      | Juventude           | Serra Dourada        |
| 15 de setembro  | 2002  | São Paulo     | 6      | 0      | Fluminense          | Morumbi              |
| 25 de novembro  | 2001  | Vasco da Gama | 7      | 1      | São Paulo           | São Januário         |
| 5 de agosto     | 2001  | Vasco da Gama | 7      | 1      | Guarani             | São Januário         |
| 19 de novembro  | 2000  | Atlético      | 0      | 6      | Sport               | Mineirão             |
| 6 de novembro   | 1999  | Palmeiras     | 6      | 0      | Botafogo            | Palestra Itália      |
| 13 de outubro   | 1999  | Palmeiras     | 6      | 0      | Grêmio              | Palestra Itália      |
| 20 de setembro  | 1998  | São Paulo     | 2      | 7      | Portuguesa          | Pacaembu             |
| 8 de novembro   | 1997  | Internacional | 7      | 0      | Bragantino          | Beira-Rio            |
| 14 de setembro  | 1996  | Sport         | 6      | 0      | Fluminense          | Ilha do Retiro       |
| 22 de outubro   | 1995  | Vasco da Gama | 6      | 1      | Paysandu            | São Januário         |
| 6 de novembro   | 1994  | Remo          | 0      | 6      | Atlético            | Ilha do Retiro       |
| 5 de dezembro   | 1993  | Guarani       | 8      | 2      | Remo                | Brinco de Ouro       |
| 19 de abril     | 1992  | Botafogo      | 6      | 0      | Goiás               | Caio Martins         |
| 18 de março     | 1991  | Cruzeiro      | 5      | 1      | Sport               | Mineirão             |
| 17 de fevereiro | 1991  | Goiás         | 5      | 1      | Flamengo            | Serra Dourada        |
| 20 de outubro   | 1990  | Grêmio        | 5      | 0      | Náutico             | Olímpico             |
| 2 de dezembro   | 1989  | Fluminense    | 0      | 5      | Flamengo            | Mario Helênio        |
| 13 de novembro  | 1988  | Goiás         | 6      | 1      | Vitória             | Serra Dourada        |
| 24 de janeiro   | 1987  | São Paulo     | 5      | 0      | Joinville           | Morumbi              |
| 2 de outubro    | 1986  | Guarani       | 8      | 2      | Piauí               | Brinco de Ouro       |
| 13 de março     | 1985  | Flamengo      | 7      | 0      | Santa Cruz          | Maracanã             |
| 19 de fevereiro | 1984  | Vasco da Gama | 9      | 0      | Tuna Luso           | São Januário         |
| 9 de fevereiro  | 1983  | Corinthians   | 10     | 1      | Tiradentes          | Canindé              |
| 7 de fevereiro  | 1982  | Guarani       | 8      | 1      | Ceará               | Brinco de Ouro       |
| 4 de fevereiro  | 1981  | Flamengo      | 8      | 0      | Fortaleza           | Maracanã             |
| 23 de março     | 1980  | Vitória       | 8      | 1      | América             | Fonte Nova           |
| 29 de novembro  | 1979  | Fluminense    | 6      | 0      | Maranhão            | Maracanã             |
| 30 de abril     | 1978  | Guarani       | 7      | 0      | Itabuna             | Brinco de Ouro       |
| 2 de novembro   | 1977  | Bahia         | 7      | 0      | Vitória             | Fonte Nova           |
| 16 de setembro  | 1976  | Flamengo      | 8      | 1      | Sampaio Corrêa      | Maracanã             |
| 17 de setembro  | 1975  | Internacional | 5      | 0      | Sergipe             | Beira-Rio            |
| 23 de agosto    | 1975  | Vitória       | 0      | 5      | Internacional       | Fonte Nova           |
| 17 de julho     | 1974  | Flamengo      | 6      | 0      | Paysandu            | Teixeira de Castro   |
| 26 de setembro  | 1973  | América       | 1      | 6      | Santos              | Castelo Branco       |
| 15 de novembro  | 1972  | Botafogo      | 6      | 0      | Flamengo            | Maracanã             |
| 5 de novembro   | 1972  | Náutico       | 0      | 6      | São Paulo           | Arruda               |
| 29 de agosto    | 1971  | Cruzeiro      | 6      | 0      | Ceará               | Mineirão             |
| 21 de novembro  | 1970  | Cruzeiro      | 6      | 0      | Ponte Preta         | Mineirão             |
| 15 de outubro   | 1969  | Santos        | 6      | 2      | Portuguesa          | Vila Belmiro         |
| 9 de fevereiro  | 1969† | Cruzeiro      | 6      | 1      | Atlético-GO         | Mineirão             |
| 5 de dezembro   | 1968  | Botafogo      | 6      | 1      | Metropol            | Maracanã             |
| 10 de outubro   | 1968  | Santos        | 9      | 2      | Bahia               | Vila Belmiro         |
| 19 de novembro  | 1967  | Grêmio        | 8      | 0      | Perdigão            | Olímpico             |
| 12 de março     | 1967  | Palmeiras     | 5      | 0      | Vasco               | Pacaembu             |
| 13 de julho     | 1966  | Paysandu      | 6      | 0      | Rio Negro           | Curuzu               |
| 1 de dezembro   | 1965  | Santos        | 5      | 1      | Vasco da Gama       | Vila Belmiro         |
| 27 de outubro   | 1965  | Grêmio        | 5      | 1      | Palmeiras           | Olímpico             |
| 25 de janeiro   | 1964  | Santos        | 6      | 0      | Bahia               | Vila Belmiro         |
| 6 de setembro   | 1964  | Paysandu      | 0      | 6      | Náutico             | Curuzu               |
| 2 de abril      | 1963  | Botafogo      | 0      | 5      | Santos              | Maracanã             |
| 30 de setembro  | 1962  | CRB           | 0      | 6      | Campinense          | Pajuçara             |
| 21 de novembro  | 1961  | Santos        | 6      | 1      | America-RJ          | Pacaembu             |
| 31 de agosto    | 1960  | Fluminense    | 8      | 0      | Fonseca             | Laranjeiras          |
| 30 de outubro   | 1959  | Sport         | 6      | 0      | Bahia               | Ilha do Retiro       |
| 13 de janeiro   | 1937  | Fluminense    | 6      | 0      | Atlético Mineiro    | Laranjeiras          |

† = Jogo da Taça Brasil de 1968, conclusa apenas em 1969.
Nota: Para ser considerada a maior goleada da edição, um jogo deve ter maior diferença de gols e maior número de gols feitos pela equipe vencedora (por exemplo, um resultado 7x1 é considerado maior que um resultado 6x0, embora possuam a mesma diferença de gols).

### Maiores públicos
Foram realizadas 24 partidas com públicos acima de 110.000 pagantes na história do Campeonato Brasileiro.
| Partidas com públicos acima de 110 000 pagantes | Partidas com públicos acima de 110 000 pagantes | Partidas com públicos acima de 110 000 pagantes | Partidas com públicos acima de 110 000 pagantes | Partidas com públicos acima de 110 000 pagantes | Partidas com públicos acima de 110 000 pagantes | Partidas com públicos acima de 110 000 pagantes |
| #                                               | Público[i]                                      | Mandante                                        | Placar                                          | Visitante                                       | Estádio                                         | Data                                            |
| ----------------------------------------------- | ----------------------------------------------- | ----------------------------------------------- | ----------------------------------------------- | ----------------------------------------------- | ----------------------------------------------- | ----------------------------------------------- |
| 1                                               | 155 523                                         | Flamengo                                        | 3–0                                             | Santos                                          | Maracanã                                        | 29 de maio de 1983                              |
| 2                                               | 154 335                                         | Flamengo                                        | 3–2                                             | Atlético Mineiro                                | Maracanã                                        | 1 de junho de 1980                              |
| 3                                               | 146 043                                         | Fluminense                                      | 1–1                                             | Corinthians                                     | Maracanã                                        | 5 de dezembro de 1976                           |
| 4                                               | 138 107                                         | Flamengo                                        | 1–1                                             | Grêmio                                          | Maracanã                                        | 18 de abril de 1982                             |
| 5                                               | 135 487                                         | Botafogo                                        | 3–1                                             | Flamengo                                        | Maracanã                                        | 19 de abril de 1981                             |
| 6                                               | 128 781                                         | Fluminense                                      | 0–0                                             | Vasco da Gama                                   | Maracanã                                        | 27 de maio de 1984                              |
| 7                                               | 122 001                                         | Botafogo                                        | 2–2                                             | Flamengo                                        | Maracanã                                        | 19 de julho de 1992                             |
| 8                                               | 121 353                                         | Flamengo                                        | 1–1                                             | Vasco da Gama                                   | Maracanã                                        | 8 de maio de 1983                               |
| 9                                               | 120 441                                         | Flamengo                                        | 2–1                                             | Guarani                                         | Maracanã                                        | 11 de abril de 1982                             |
| 10                                              | 118 777                                         | Vasco da Gama                                   | 2–2                                             | Internacional                                   | Maracanã                                        | 28 de julho de 1974                             |
| 11                                              | 118 370                                         | Fluminense                                      | 0–0                                             | Corinthians                                     | Maracanã                                        | 20 de maio de 1984                              |
| 12                                              | 118 162                                         | Flamengo                                        | 1–0                                             | Atlético Mineiro                                | Maracanã                                        | 29 de novembro de 1987                          |
| 13                                              | 117 353                                         | Botafogo                                        | 0–0                                             | Flamengo                                        | Maracanã                                        | 16 de abril de 1981                             |
| 14                                              | 115 002                                         | Corinthians                                     | 4–1                                             | Flamengo                                        | Morumbi                                         | 6 de maio de 1984                               |
| 15                                              | 114 481                                         | Santos                                          | 2–1                                             | Flamengo                                        | Morumbi                                         | 22 de maio de 1983                              |
| 16                                              | 113 479                                         | Atlético Mineiro                                | 0–0                                             | Santos                                          | Mineirão                                        | 15 de maio de 1983                              |
| 17                                              | 113 286                                         | Corinthians                                     | 2–1                                             | Internacional                                   | Morumbi                                         | 21 de novembro de 1976                          |
| 18                                              | 112 993                                         | Vasco da Gama                                   | 2–1                                             | Cruzeiro                                        | Maracanã                                        | 1 de agosto de 1974                             |
| 19                                              | 112 403                                         | Fluminense                                      | 1–1                                             | Atlético Mineiro                                | Maracanã                                        | 20 de dezembro de 1970                          |
| 20                                              | 112 047                                         | Flamengo                                        | 1–4                                             | Palmeiras                                       | Maracanã                                        | 9 de dezembro de 1979                           |
| 21                                              | 111 260                                         | Flamengo                                        | 2–1                                             | Vasco da Gama                                   | Maracanã                                        | 5 de maio de 1983                               |
| 22                                              | 111 111                                         | Santos                                          | 3–2                                             | Flamengo                                        | Morumbi                                         | 27 de fevereiro de 1983                         |
| 23                                              | 110 877                                         | Vasco da Gama                                   | 3–0                                             | Grêmio                                          | Maracanã                                        | 19 de maio de 1984                              |
| 24                                              | 110 438                                         | Bahia                                           | 2–1                                             | Fluminense                                      | Fonte Nova                                      | 12 de fevereiro de 1989                         |

### Finais
- De 1959 a 2002, quando existiram os confrontos finais entre apenas dois clubes, só foram repetidos três confrontos em sete ocasiões: Bahia e Santos (1959, 1961 e 1963), Botafogo e Santos (1962 e 1995) e Flamengo e Santos (1964 e 1983).
- A maior goleada em confrontos finais pertence ao Palmeiras que venceu o Fortaleza por 8 a 2 em 1960.
- Os campeonatos de 1967,[nota 3]1968,[nota 3]1969, 1970, 1971 e 1973 não tiveram um único confronto final: o de 1967 foi decidido num quadrangular entre Palmeiras, Internacional, Corinthians e Grêmio; o de 1968 foi decidido num quadrangular entre Santos, Internacional, Vasco da Gama e Palmeiras; o de 1969 foi decidido num quadrangular entre Palmeiras, Cruzeiro, Corinthians e Botafogo; o de 1970 foi decidido num quadrangular entre Fluminense, Palmeiras, Atlético Mineiro e Cruzeiro; o de 1971 foi decidido num triangular entre Atlético Mineiro, São Paulo e Botafogo; o de 1973 foi decidido num quadrangular entre Palmeiras, São Paulo, Cruzeiro e Internacional.
- A final de 1980 entre Atlético Mineiro e Flamengo, disputada em dois jogos, foi a que teve mais pagantes, 269.497:
  - 28 de maio de 1980, 115.142, Atlético versus Flamengo, no Mineirão (Belo Horizonte);
  - 1 de junho de 1980, 154.355, Flamengo versus Atlético, no Maracanã (Rio de Janeiro).
- O Santos é quem mais participou de finais seguidas (6): 1961, 1962, 1963, 1964, 1965 e 1966, vencendo de 1961 a 1965.
- Fluminense e Vasco da Gama fizeram a primeira final entre clubes de uma mesma cidade, no Campeonato Brasileiro de 1984. Como os dois clubes haviam levado quase 120.000 pagantes em seus jogos com mando de campo pelas semifinais, as duas diretorias optaram por um grande aumento no preço dos ingressos para evitarem-se tumultos, numa época em que não era comum a venda antecipada de ingressos para as partidas.
- Em apenas duas finais não houve participação de equipes paulistas ou cariocas: Em 1975 (Internacional versus Cruzeiro) e 1988 (Bahia versus Internacional).
- Em 8 vezes, a final foi disputada por equipes do mesmo estado:
  - 1978: Guarani vs. Palmeiras
  - 1984: Fluminense vs. Vasco
  - 1986: São Paulo vs. Guarani
  - 1990: Corinthians vs. São Paulo
  - 1991: São Paulo vs. Bragantino
  - 1992: Flamengo vs. Botafogo
  - 1994: Palmeiras vs. Corinthians
  - 2002: Santos vs. Corinthians
  - Palmeiras versus São Paulo definiu o título de 1973, mas se tratava de jogo pela última rodada de um quadrangular.
- Desde 2003, o Campeonato Brasileiro é disputado por pontos corridos, como na maioria dos países filiados à FIFA, não havendo mais uma decisão entre apenas duas equipes.

## Sobre participações
A edição que contou com maior número de participantes foi a de 1979, que comportou 94 clubes.

### Clubes com mais de mil partidas
A tabela a seguir apresenta os clubes com mais de 1000 partidas disputadas no Campeonato Brasileiro entre 1937 e 2024. Apenas 11 clubes com mais de 1500 partidas disputadas e outros 7 com mais de 1000.
| Pos. | Clube                | Total |
| ---- | -------------------- | ----- |
| 1.º  | Grêmio               | 1665  |
| 2.º  | Flamengo             | 1660  |
| 3.º  | Atlético Mineiro     | 1654  |
| 4.º  | São Paulo            | 1652  |
| 5.º  | Internacional        | 1633  |
| 6.º  | Santos               | 1630  |
| 7.º  | Corinthians          | 1619  |
| 8.º  | Fluminense           | 1618  |
| 9.º  | Palmeiras            | 1587  |
| 10.º | Cruzeiro             | 1557  |
| 11.º | Botafogo             | 1500  |
| 12.º | Vasco da Gama        | 1485  |
| 13.º | Athletico Paranaense | 1329  |
| 14.º | Bahia                | 1206  |
| 15.º | Goiás                | 1169  |
| 16.º | Coritiba             | 1145  |
| 17.º | Sport                | 1010  |
| 17.º | Vitória              | 1010  |

A Portuguesa de Desportos é o clube mais próximo do 1000° jogo, com 781.

### Clubes com mais de quinhentas vitórias
A tabela a seguir apresenta os clubes com mais de 500 vitórias no Campeonato Brasileiro entre 1937 e 2024, apenas 12 clubes.
| Pos. | Clube            | Total |
| ---- | ---------------- | ----- |
| 1.º  | Palmeiras        | 729   |
| 2.º  | São Paulo        | 720   |
| 3.º  | Internacional    | 713   |
| 4.º  | Atlético Mineiro | 708   |
| 4.º  | Flamengo         | 708   |
| 6.º  | Grêmio           | 691   |
| 7.º  | Corinthians      | 683   |
| 8.º  | Santos           | 681   |
| 9.º  | Cruzeiro         | 661   |
| 10.º | Fluminense       | 621   |
| 11.º | Vasco da Gama    | 557   |
| 12.º | Botafogo         | 554   |

O Athletico Paranaense (499) é o único clube não listado acima com mais de 400 vitórias.

### Clubes que nunca foram rebaixados
| Temporadas | Clube     | Pior campanha     |
| ---------- | --------- | ----------------- |
| 55         | Flamengo  | 24º (1973 e 2001) |
| 52         | São Paulo | 25º (1976)        |

## Sobre jogadores

### Mais jovens
Mais novos a entrar em campo em cada edição do Brasileirão na era dos pontos corridos (desde 2003):
| Ano  | Jogador        | Posição         | Clube            | Idade              | Ref.                |
| ---- | -------------- | --------------- | ---------------- | ------------------ | ------------------- |
| 2003 | Jô             | Atacante        | Corinthians      | 16 anos e 121 dias | [ 30 ]              |
| 2004 | Zé Eduardo     | Atacante        | Palmeiras        | 16 anos e 314 dias | [ 30 ]              |
| 2005 | Bruno Mezenga  | Atacante        | Flamengo         | 16 anos e 287 dias | [ 30 ]              |
| 2006 | Alexandre Pato | Atacante        | Internacional    | 17 anos e 85 dias  | [ 30 ]              |
| 2007 | Douglas        | Lateral-direito | Goiás            | 17 anos e 20 dias  | [carece de fontes?] |
| 2008 | Müller         | Atacante        | Ipatinga         | 17 anos e 50 dias  | [ 30 ]              |
| 2009 | Neymar         | Atacante        | Santos           | 17 anos e 94 dias  | [ 30 ]              |
| 2010 | Vinícius       | Atacante        | Palmeiras        | 16 anos e 280 dias | [ 30 ]              |
| 2011 | Yuri Mamute    | Atacante        | Grêmio           | 16 anos e 154 dias | [ 30 ]              |
| 2012 | Victor Andrade | Atacante        | Santos           | 16 anos e 250 dias | [ 30 ]              |
| 2013 | Saullo         | Meia            | Náutico          | 16 anos e 250 dias | [ 30 ]              |
| 2014 | Malcom         | Atacante        | Corinthians      | 17 anos e 70 dias  | [ 30 ]              |
| 2015 | Lincoln        | Meia            | Grêmio           | 16 anos e 184 dias | [ 30 ]              |
| 2016 | Dodô           | Lateral-direito | Coritiba         | 17 anos e 181 dias | [ 30 ]              |
| 2017 | Yuri Alberto   | Atacante        | Santos           | 16 anos e 244 dias | [ 33 ]              |
| 2018 | Kaio Jorge     | Atacante        | Santos           | 16 anos e 249 dias | [carece de fontes?] |
| 2019 | Miguel         | Meia            | Fluminense       | 16 anos e 112 dias | [carece de fontes?] |
| 2020 | Savinho        | Atacante        | Atlético Mineiro | 16 anos e 162 dias | [carece de fontes?] |
| 2021 | Ângelo Gabriel | Ponta           | Santos           | 16 anos e 160 dias | [carece de fontes?] |
| 2022 | Endrick        | Atacante        | Palmeiras        | 16 anos e 77 dias  | [ 34 ]              |

### Jogadores e capitães campeões
- Os jogadores que mais vezes venceram o Campeonato Brasileiro foram: Lima, Pelé e Pepe, com seis conquistas para cada. Os três atletas alcançaram este feito jogando pelo Santos, em 1961, 1962, 1963, 1964, 1965 e 1968.[35][36]

### Estrangeiros campeões
| Jogador          | Clube            | Ano               |
| ---------------- | ---------------- | ----------------- |
| Cruz             | Palmeiras        | 1960              |
| Gallardo         | Palmeiras        | 1967              |
| Pérez            | Palmeiras        | 1967 e 1967       |
| Ramos Delgado    | Santos           | 1968              |
| Cincunegui       | Atlético Mineiro | 1971              |
| Madurga          | Palmeiras        | 1972              |
| Andrada          | Vasco da Gama    | 1974              |
| Peres            | Vasco da Gama    | 1974              |
| Figueroa         | Internacional    | 1975 e 1976       |
| Darío Pereyra    | São Paulo        | 1977 e 1986       |
| Benítez          | Internacional    | 1979              |
| de León          | Grêmio           | 1981              |
| Romerito         | Fluminense       | 1984              |
| Carlos Aragonés  | Coritiba         | 1985              |
| Quiñónez         | Vasco da Gama    | 1989              |
| Niki             | Botafogo         | 1995              |
| Arce             | Grêmio           | 1996              |
| Rivarola         | Grêmio           | 1996              |
| Gamarra          | Corinthians      | 1998              |
| Rincón           | Corinthians      | 1998 e 1999       |
| Aristizábal      | Cruzeiro         | 2003              |
| Maldonado        | Cruzeiro         | 2003              |
| Maldonado        | Flamengo         | 2009              |
| Tapia            | Santos           | 2004              |
| Mascherano       | Corinthians      | 2005              |
| Sebá             | Corinthians      | 2005              |
| Tévez            | Corinthians      | 2005              |
| Lugano           | São Paulo        | 2006              |
| Reasco           | São Paulo        | 2006 e 2007       |
| Fierro           | Flamengo         | 2009              |
| Maxi Biancucchi  | Flamengo         | 2009              |
| Petković         | Flamengo         | 2009              |
| Conca            | Fluminense       | 2010              |
| González         | Fluminense       | 2010              |
| Valencia         | Fluminense       | 2010 e 2012       |
| Liedson          | Corinthians      | 2011              |
| Ramírez          | Corinthians      | 2011              |
| Martinuccio      | Cruzeiro         | 2013 e 2014       |
| Marcelo Moreno   | Cruzeiro         | 2014              |
| Samudio          | Cruzeiro         | 2014              |
| Guerrero         | Corinthians      | 2015              |
| Mendoza          | Corinthians      | 2015              |
| Ángel Romero     | Corinthians      | 2015 e 2017       |
| Allione          | Palmeiras        | 2016              |
| Barrios          | Palmeiras        | 2016              |
| Cristaldo        | Palmeiras        | 2016              |
| Mina             | Palmeiras        | 2016              |
| Balbuena         | Corinthians      | 2017              |
| Kâzım            | Corinthians      | 2017              |
| Borja            | Palmeiras        | 2018              |
| Guerra           | Palmeiras        | 2018              |
| Gustavo Gómez    | Palmeiras        | 2018, 2022 e 2023 |
| Berrío           | Flamengo         | 2019              |
| Cuéllar          | Flamengo         | 2019              |
| Pablo Marí       | Flamengo         | 2019              |
| Piris Da Motta   | Flamengo         | 2019              |
| Trauco           | Flamengo         | 2019              |
| De Arrascaeta    | Flamengo         | 2019 e 2020       |
| Isla             | Flamengo         | 2020              |
| Richard Rios     | Flamengo         | 2020              |
| Richard Rios     | Palmeiras        | 2023              |
| Alan Franco      | Atlético Mineiro | 2021              |
| Diego Costa      | Atlético Mineiro | 2021              |
| Dylan Borrero    | Atlético Mineiro | 2021              |
| Junior Alonso    | Atlético Mineiro | 2021              |
| Nacho Fernández  | Atlético Mineiro | 2021              |
| Savarino         | Atlético Mineiro | 2021              |
| Savarino         | Botafogo         | 2024              |
| Vargas           | Atlético Mineiro | 2021              |
| Zaracho          | Atlético Mineiro | 2021              |
| Atuesta          | Palmeiras        | 2022 e 2023       |
| Kuscevic         | Palmeiras        | 2022              |
| López            | Palmeiras        | 2022 e 2023       |
| Merentiel        | Palmeiras        | 2022              |
| Piquerez         | Palmeiras        | 2022 e 2023       |
| Gatito Fernández | Botafogo         | 2024              |
| Mateo Ponte      | Botafogo         | 2024              |
| Bastos           | Botafogo         | 2024              |
| Barboza          | Botafogo         | 2024              |
| Thiago Almada    | Botafogo         | 2024              |
| Óscar Romero     | Botafogo         | 2024              |

### Jogadores mais vezes campeões
A tabela abaixo traz os jogadores que mais ganharam o Campeonato Brasileiro de Futebol, contando os títulos conquistados desde 1937. Os maiores vencedores são Pelé, Pepe e Lima, campeões seis vezes pelo Santos durante a década de 1960.
| Jogador             | Títulos | Anos dos títulos                                                               |
| ------------------- | ------- | ------------------------------------------------------------------------------ |
| Lima                | 6       | Santos-1961, Santos-1962, Santos-1963, Santos-1964, Santos-1965, Santos-1968   |
| Pelé                | 6       | Santos-1961, Santos-1962, Santos-1963, Santos-1964, Santos-1965, Santos-1968   |
| Pepe                | 6       | Santos-1961, Santos-1962, Santos-1963, Santos-1964, Santos-1965, Santos-1968   |
| Coutinho            | 5       | Santos-1961, Santos-1962, Santos-1963, Santos-1964, Santos-1965                |
| Mauro               | 5       | Santos-1961, Santos-1962, Santos-1963, Santos-1964, Santos-1965                |
| Mengálvio           | 5       | Santos-1961, Santos-1962, Santos-1963, Santos-1964, Santos-1965                |
| Ademir da Guia      | 5       | Palmeiras-1967, Palmeiras-1967, Palmeiras-1969, Palmeiras-1972, Palmeiras-1973 |
| Dudu                | 5       | Palmeiras-1967, Palmeiras-1967, Palmeiras-1969, Palmeiras-1972, Palmeiras-1973 |
| Dagoberto           | 5       | Atlético-PR-2001, São Paulo-2007, São Paulo-2008, Cruzeiro-2013, Cruzeiro-2014 |
| Mayke               | 5       | Cruzeiro-2013, Cruzeiro-2014, Palmeiras-2018, Palmeiras-2022, Palmeiras-2023   |
| Zito                | 4       | Santos-1961, Santos-1962, Santos-1963, Santos-1964                             |
| Dorval              | 4       | Santos-1961, Santos-1962, Santos-1963, Santos-1965                             |
| Gilmar              | 4       | Santos-1962, Santos-1963, Santos-1964, Santos-1965                             |
| Toninho Guerreiro   | 4       | Santos-1962, Santos-1964, Santos-1965, Santos-1968                             |
| César Maluco        | 4       | Palmeiras-1967, Palmeiras-1967, Palmeiras-1969, Palmeiras-1973                 |
| Lula                | 4       | Palmeiras-1967, Fluminense-1970, Internacional-1975, Internacional-1976        |
| Emerson Leão        | 4       | Palmeiras-1969, Palmeiras-1972, Palmeiras-1973, Grêmio-1981                    |
| Raul Plassmann      | 4       | Cruzeiro-1966, Flamengo-1980, Flamengo-1982, Flamengo-1983                     |
| Marinho             | 4       | São Paulo-1977, Flamengo-1980, Flamengo-1982, Flamengo-1983                    |
| Andrade             | 4       | Flamengo-1980, Flamengo-1982, Flamengo-1983, Vasco-1989                        |
| Júnior              | 4       | Flamengo-1980, Flamengo-1982, Flamengo-1983, Flamengo-1992                     |
| Mauro Galvão        | 4       | Internacional-1979, Grêmio-1996, Vasco-1997, Vasco-2000                        |
| Zinho               | 4       | Flamengo-1992, Palmeiras-1993, Palmeiras-1994, Cruzeiro-2003                   |
| Antônio Carlos Zago | 4       | São Paulo-1991, Palmeiras-1993, Palmeiras-1994, Santos-2004                    |
| Borges              | 4       | São Paulo-2007, São Paulo-2008, Cruzeiro-2013, Cruzeiro-2014                   |
| Emerson Sheik       | 4       | Flamengo-2009, Fluminense-2010, Corinthians-2011, Corinthians-2015             |
| Danilo              | 4       | São Paulo-2006, Corinthians-2011, Corinthians-2015, Corinthians-2017           |
| Edu Dracena         | 4       | Cruzeiro-2003, Corinthians-2015, Palmeiras-2016, Palmeiras-2018                |
| Jean                | 4       | São Paulo-2008, Fluminense-2012, Palmeiras-2016, Palmeiras-2018                |
| Willian             | 4       | Corinthians-2011, Cruzeiro-2013, Cruzeiro-2014, Palmeiras-2018                 |
| Diego               | 4       | Santos-2002, Santos-2004, Flamengo-2019, Flamengo-2020                         |
| Éverton Ribeiro     | 4       | Cruzeiro-2013, Cruzeiro-2014, Flamengo-2019, Flamengo-2020                     |
| Dudu                | 4       | Palmeiras-2016, Palmeiras-2018, Palmeiras-2022, Palmeiras-2023                 |
| Tchê Tchê           | 4       | Palmeiras-2016, Palmeiras-2018, Atlético-MG-2021, Botafogo-2024                |

### Capitães campeões
| Ano  | Capitão               | Clube               | Ref.   |
| ---- | --------------------- | ------------------- | ------ |
| 1937 | ?                     | Atlético-MG         |        |
| 1959 | Beto                  | Bahia               | [ 39 ] |
| 1960 | Julinho Botelho       | Palmeiras           | [ 40 ] |
| 1961 | Zito                  | Santos              | [ 41 ] |
| 1962 | Zito                  | Santos              | [ 41 ] |
| 1963 | Zito                  | Santos              | [ 41 ] |
| 1964 | Zito                  | Santos              | [ 41 ] |
| 1965 | Carlos Alberto Torres | Santos              | [ 42 ] |
| 1966 | Piazza                | Cruzeiro            | [ 43 ] |
| 1967 | Djalma Santos         | Palmeiras           | [ 40 ] |
| 1967 | Dudu                  | Palmeiras           | [ 44 ] |
| 1968 | Carlos Alberto Torres | Santos              | [ 42 ] |
| 1968 | Afonsinho             | Botafogo            | [ 45 ] |
| 1969 | Ademir da Guia        | Palmeiras           | [ 40 ] |
| 1970 | Denílson              | Fluminense          | [ 46 ] |
| 1971 | Oldair                | Atlético Mineiro    | [ 47 ] |
| 1972 | Ademir da Guia        | Palmeiras           | [ 47 ] |
| 1973 | Ademir da Guia        | Palmeiras           | [ 47 ] |
| 1974 | Alcir Portela         | Vasco da Gama       | [ 47 ] |
| 1975 | Figueroa              | Internacional       | [ 47 ] |
| 1976 | Figueroa              | Internacional       | [ 47 ] |
| 1977 | Chicão                | São Paulo           | [ 47 ] |
| 1978 | Édson                 | Guarani             | [ 47 ] |
| 1979 | Falcão                | Internacional       | [ 47 ] |
| 1980 | Zico                  | Flamengo            | [ 47 ] |
| 1981 | Emerson Leão          | Grêmio              | [ 47 ] |
| 1982 | Zico                  | Flamengo            | [ 47 ] |
| 1983 | Zico                  | Flamengo            | [ 47 ] |
| 1984 | Duílio                | Fluminense          | [ 47 ] |
| 1985 | Almir                 | Coritiba            | [ 47 ] |
| 1986 | Careca                | São Paulo           | [ 47 ] |
| 1987 | Estevam Soares        | Sport               | [ 48 ] |
| 1988 | Bobô                  | Bahia               | [ 47 ] |
| 1989 | Zé do Carmo           | Vasco da Gama       | [ 47 ] |
| 1990 | Neto                  | Corinthians         | [ 47 ] |
| 1991 | Raí                   | São Paulo           | [ 47 ] |
| 1992 | Júnior                | Flamengo            | [ 47 ] |
| 1993 | César Sampaio         | Palmeiras           | [ 47 ] |
| 1994 | César Sampaio         | Palmeiras           | [ 49 ] |
| 1995 | Wilson Gottardo       | Botafogo            | [ 47 ] |
| 1996 | Dinho                 | Grêmio              | [ 47 ] |
| 1997 | Edmundo               | Vasco da Gama       | [ 47 ] |
| 1998 | Gamarra               | Corinthians         | [ 47 ] |
| 1999 | Rincón                | Corinthians         | [ 47 ] |
| 2000 | Romário               | Vasco da Gama       | [ 47 ] |
| 2001 | Nem                   | Atlético Paranaense | [ 47 ] |
| 2002 | Paulo Almeida         | Santos              | [ 47 ] |
| 2003 | Alex                  | Cruzeiro            | [ 47 ] |
| 2004 | Ricardinho            | Santos              | [ 47 ] |
| 2005 | Tévez                 | Corinthians         | [ 47 ] |
| 2006 | Rogério Ceni          | São Paulo           | [ 47 ] |
| 2007 | Rogério Ceni          | São Paulo           | [ 47 ] |
| 2008 | Rogério Ceni          | São Paulo           | [ 47 ] |
| 2009 | Bruno                 | Flamengo            | [ 47 ] |
| 2010 | Fred                  | Fluminense          | [ 47 ] |
| 2011 | Alessandro            | Corinthians         | [ 47 ] |
| 2012 | Fred                  | Fluminense          | [ 47 ] |
| 2013 | Fábio                 | Cruzeiro            | [ 47 ] |
| 2014 | Fábio                 | Cruzeiro            | [ 47 ] |
| 2015 | Ralf                  | Corinthians         | [ 47 ] |
| 2016 | Dudu                  | Palmeiras           | [ 47 ] |
| 2017 | Cássio                | Corinthians         | [ 47 ] |
| 2018 | Bruno Henrique        | Palmeiras           | [ 47 ] |
| 2019 | Éverton Ribeiro       | Flamengo            | [ 47 ] |
| 2020 | Diego                 | Flamengo            | [ 47 ] |
| 2021 | Junior Alonso         | Atlético Mineiro    | [ 50 ] |
| 2022 | Gustavo Gómez         | Palmeiras           |        |
| 2023 | Gustavo Gómez         | Palmeiras           |        |
| 2024 | Marlon Freitas        | Botafogo            |        |

### Mais vezes campeões
| Capitão               | Títulos | Anos dos títulos                 |
| --------------------- | ------- | -------------------------------- |
| Zito                  | 4       | 1961, 1962, 1963 e 1964 (Santos) |
| Ademir da Guia        | 3       | 1969, 1972 e 1973 (Palmeiras)    |
| Zico                  | 3       | 1980, 1982 e 1983 (Flamengo)     |
| Rogério Ceni          | 3       | 2006, 2007 e 2008 (São Paulo)    |
| Carlos Alberto Torres | 2       | 1965 e 1968 (Santos)             |
| Figueroa              | 2       | 1975 e 1976 (Internacional)      |
| César Sampaio         | 2       | 1993 e 1994 (Palmeiras)          |
| Fred                  | 2       | 2010 e 2012 (Fluminense)         |
| Fábio                 | 2       | 2013 e 2014 (Cruzeiro)           |
| Gustavo Gómez         | 2       | 2022 e 2023 (Palmeiras)          |

### Defensores com mais gols no Campeonato Brasileiro
| Pos. | Jogador        | Nº de Gols | Jogos |
| ---- | -------------- | ---------- | ----- |
| 10   | Antônio Carlos | 28         | 247   |
| 9    | Gabriel        | 29         | 191   |
| 8    | Júnior Baiano  | 29         | 177   |
| 7    | Arce           | 31         | 139   |
| 6    | Fábio Santos   | 32         | 414   |
| 5    | Leo Moura      | 33         | 497   |
| 4    | Leonardo Silva | 33         | 337   |
| 3    | Réver          | 34         | 356   |
| 2    | Ânderson Lima  | 40         | 236   |
| 1    | Nelinho        | 53         | 242   |

Fonte: Mercado do futebol.
Atualizado em 26/10/2022.
Em negrito quem ainda está em atividade.

### Outros fatos e feitos
- O goleiro Fábio é o jogador que mais atuou pelo Campeonato Brasileiro. Foram ao todo 596 partidas entre os anos de 2000 e 2019.
- O atacante Roberto Dinamite é o jogador que mais fez gols em Campeonatos Brasileiros: 190 gols. Jogando pelo Vasco da Gama, entre 1971 e 1988 e em 1989 pela Portuguesa.
- O jogador mais jovem da história a marcar um gol no Campeonato Brasileiro foi o atacante Endrick, do Palmeiras, com dezesseis anos, três meses e quatro dias.[57]
- O jogador mais jovem a conquistar o título de campeão brasileiro foi o atacante Endrick, do Palmeiras, com 16 anos e três meses.
- O jogador mais velho a conquistar o título de campeão brasileiro foi o lateral-esquerdo Zé Roberto, do Palmeiras, com 42 anos e quatro meses.[58]
- O artilheiro mais jovem é do Santos: Em 1962, Coutinho, 19 anos e 10 meses, com sete gols.[59]
- Apenas seis jogadores de linha disputaram todas as 38 partidas pela era dos Pontos Corridos após a estabilização da fórmula de disputa: Conca (Fluminense em 2010), Renê (Sport em 2014), Renato (Santos em 2016), Gustavo Scarpa (Fluminense em 2017), Cano (Fluminense em 2022) e Dudu (Palmeiras em 2022).[60]
- Primeiro caso de doping: Em 18/11/1973, Campos, do Atlético-MG, foi o primeiro jogador flagrado no exame antidoping na história do Brasileiro. Após a marcar os gols do seu time na vitória por 2 a 1 contra o Vasco, foi constatada a presença da substância efedrina em sua urina. Ele ficou seis meses suspenso.[29]

## Sobre treinadores
- Desde 1937, o Campeonato Brasileiro consagrou 42 diferentes técnicos campeões brasileiros: Lula e Vanderlei Luxemburgo são os técnicos que mais vezes venceram a competição com cinco conquistas cada.[61] Lula foi campeão em 1961, 1962, 1963, 1964 e 1965 pelo Santos. Luxemburgo venceu em 1993 e 1994 pelo Palmeiras, 1998 pelo Corinthians, 2003 pelo Cruzeiro e 2004 pelo Santos. Floriano Peixoto Corra foi o primeiro a vencer, em 1937, e Artur Jorge foi o último, em 2024.

### Campeões como jogador e treinador
|                        | Como jogador                                  | Como treinador                                        |
| ---------------------- | --------------------------------------------- | ----------------------------------------------------- |
| Ênio Andrade           | Palmeiras (1960)                              | Internacional (1979), Grêmio (1981) e Coritiba (1985) |
| Paulo César Carpegiani | Internacional (1975 e 1976) e Flamengo (1980) | Flamengo (1982)                                       |
| Carlos Alberto Torres  | Santos (1965 e 1968)                          | Flamengo (1983)                                       |
| Pepe                   | Santos (1961, 1962, 1963, 1964, 1965 e 1968)  | São Paulo (1986)                                      |
| Joel Santana           | Vasco (1974)                                  | Vasco (2000)                                          |
| Emerson Leão           | Palmeiras (1969, 1972 e 1973) e Grêmio (1981) | Santos (2002)                                         |
| Andrade                | Flamengo (1980, 1982 e 1983) e Vasco (1989)   | Flamengo (2009)                                       |
| Rogério Ceni           | São Paulo (2006, 2007 e 2008)                 | Flamengo (2020)                                       |

## Sobre árbitros
- O árbitro que mais apitou, foi Héber Roberto Lopes, do Paraná, em 335 oportunidades, até 2 de maio de 2019.[62]
- O jogo com o maior número de expulsões da história do Campeonato Brasileiro teve o Goiás Esporte Clube como protagonista. A partida, contra o Cruzeiro, foi válida pelo Brasileirão de 1979. Foram 14 expulsões, sendo 9 do Goiás. O Goiás vencia por 3 a 1 quando o árbitro Aluísio Felisberto da Silva encerrou o jogo, por falta de jogadores.